# ヒュンダイ・エアロ
エアロ (Aero)は現代自動車が1985年から2010年まで製造していた大型バスである。エアロの原型は、日本の三菱ふそうトラック・バスのエアロシリーズである。
2007年にエアロスペースLSを除くモデルが中止され、その前に後継モデルユニバースが発売されたが、エアロスペースLSは2010年11月まで並行生産された。その後、既存モデルのユニバーススペースエレガンス、コンフォート、クラシックなどがエアロスペースLSの後継モデルとなった。

## 概要
1985年（昭和60年）、三菱自動車（現・三菱ふそうトラック・バス）からライセンスを取得したヒュンダイが、エアロバスMS7系（初代エアロバス）の設計をエンジンも含めてほぼそのまま導入し、生産を開始した。
1992年（平成4年）、三菱は「2代目エアロバス」にフルモデルチェンジするが、ヒュンダイはその後もしばらく「初代エアロバス」をベースにした生産を続けた。MS8系（2代目エアロバス）に準じたモデルにフルモデルチェンジするのは、日本向けが排ガス規制強化のためのマイナーチェンジを行った1995年（平成7年）であった。
エアロスペース、エアロエクスプレス、エアロクィーンの3車種が存在。短尺車はエアロスペースのみ選択可能で他は長尺車のみ。エアロスペースはスタンダードデッカー、エアロクィーンはハイデッカーのみの設定だが、エアロエクスプレスはどちらも選択可能。

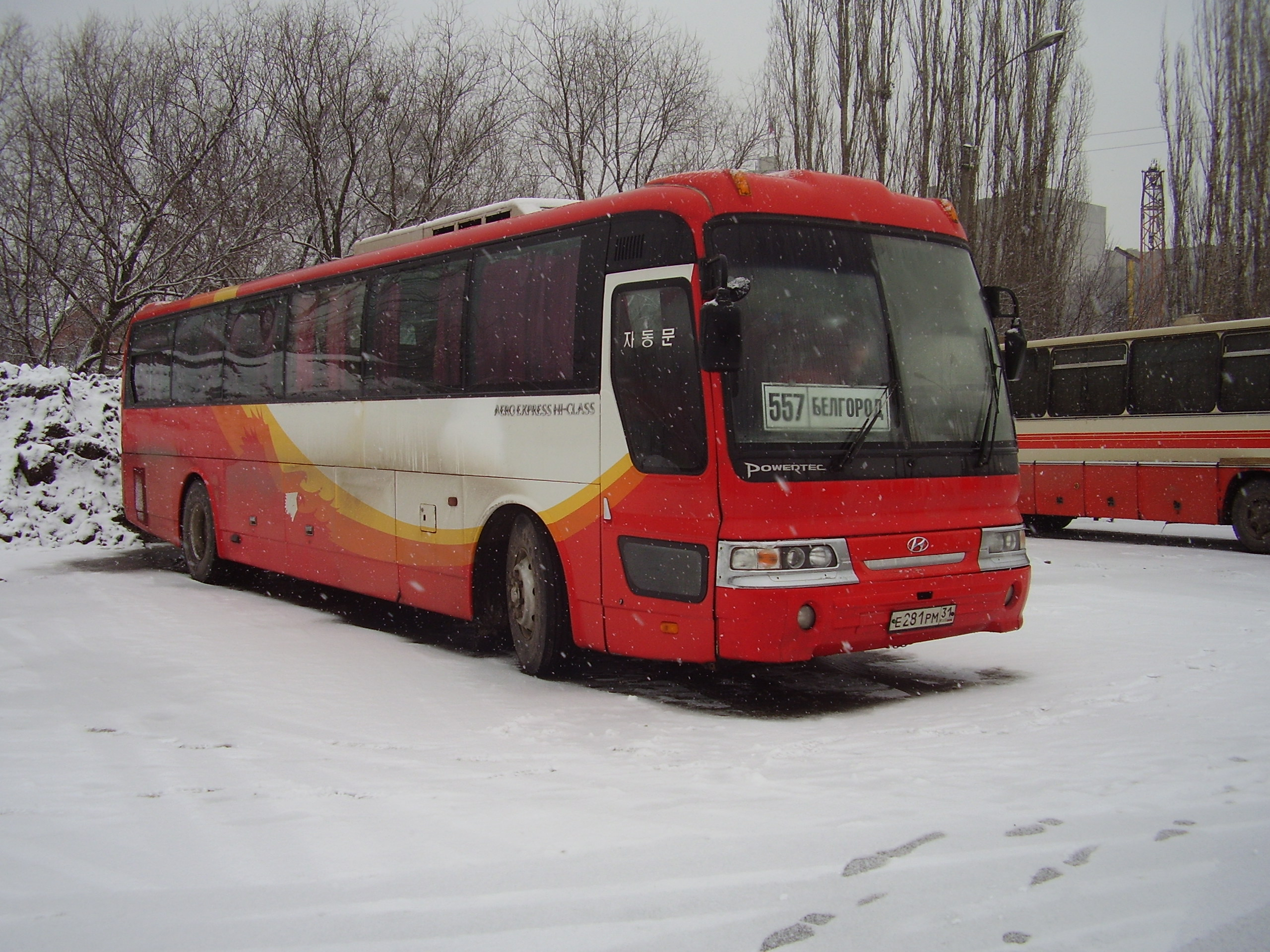
エアロエクスプレス HSX

三菱ふそう製との違いは前面2枚ガラスが標準、車軸懸架式サスペンションが標準仕様（後期形は独立懸架仕様を廃止）、スーパーハイデッカー車の設定が無い（ヒュンダイ製のエアロクィーンはエアロエクスプレスの豪華仕様という位置づけ）、フィンガーシフトの設定が無い、エアバッグの設定が無いことなどである。また短尺車に限りリーフサスペンションも選択が可能であった。

エンジンは三菱ふそう車に準じたV型8気筒8DC9や8DC11を標準とする一方で、本来は路線用のエアロスターやその前のMP系のエンジンだった直列6気筒エンジン6D22も選択することができた。しかし2000年（平成12年）以降は自社開発のPowerTec直列6気筒ターボに全面的に切り替え、現行のユニバースにも引き継がれている。もっとも、三菱ふそうも2005年（平成17年）以降は直列6気筒インタークーラーターボの6M70エンジンに切り替えている。なおエアロスペースにはCNG車も設定されている。
2006年（平成18年）、ヒュンダイは自社開発した大型コーチユニバースを発売、これに伴いハイデッカー仕様の生産が終了。短尺仕様（エアロスペース）は引き続き生産され、翌2007年（平成19年）に三菱ふそうが現行のエアロエースにフルモデルチェンジした後もエアロスペースは生産終了まで「2代目エアロバス」ボディで生産を行った。しかし2010年（平成22年）にエアロスペースもユニバースに統合され、最終的に生産終了となった。これによって1970年代から30年以上続いたヒュンダイにおける日本車のライセンス生産にも終止符が打たれた。

## 韓国での運行状況

### 市外バス、空港バスで使用する会社
- 京畿道：京進旅客、龍南高速
- 全羅南道：光信高速
- 全羅北道：大韓高速

### 市内バス、広域バスで使用する会社
- ソウル特別市：金浦交通[1]、南城交通[2]
- 京畿道：大明運輸[3]、龍南高速[4]

## ギャラリー

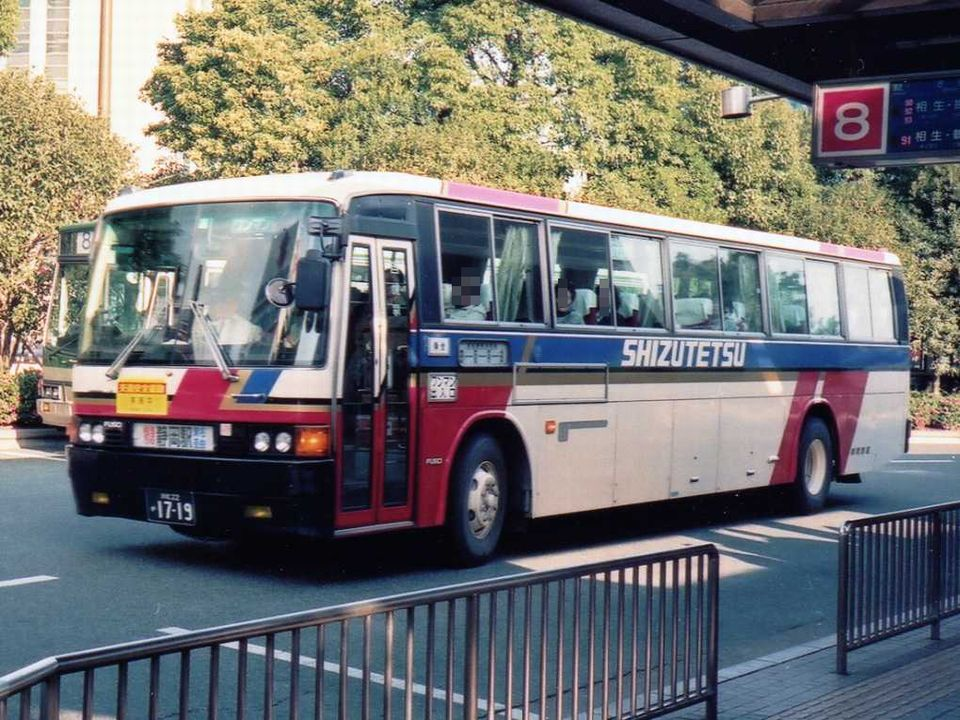
初代エアロの原型、MS7系三菱ふそうエアロバス・スタンダードデッカー
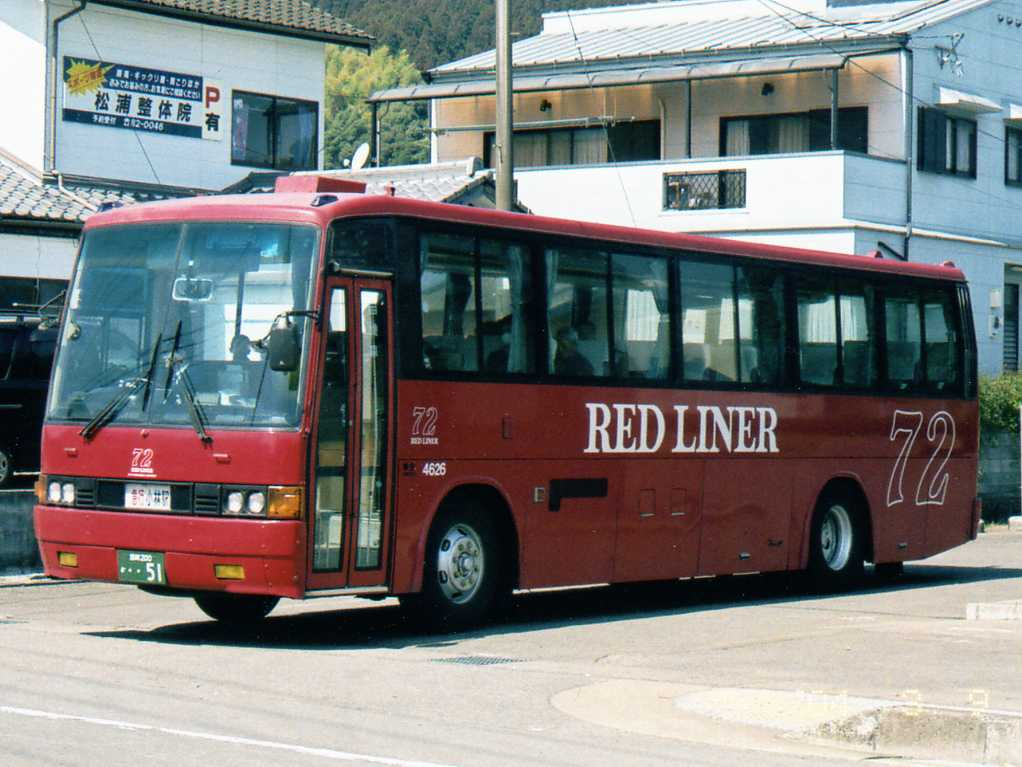
初代エアロの原型、MS7系三菱ふそうエアロバス・ハイデッカー
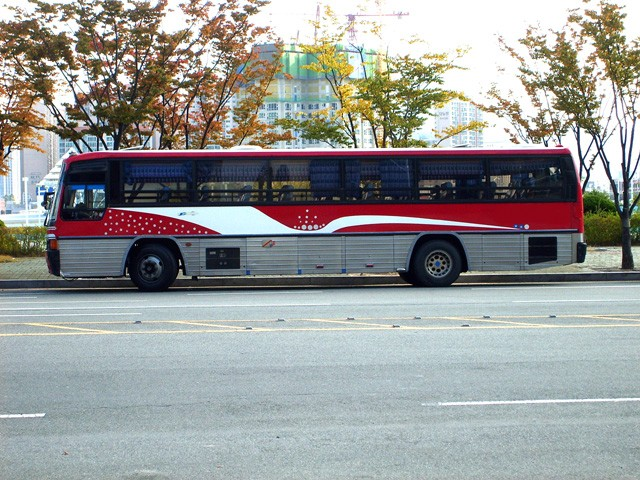
リーフサスペンションのモダンなエアロ600
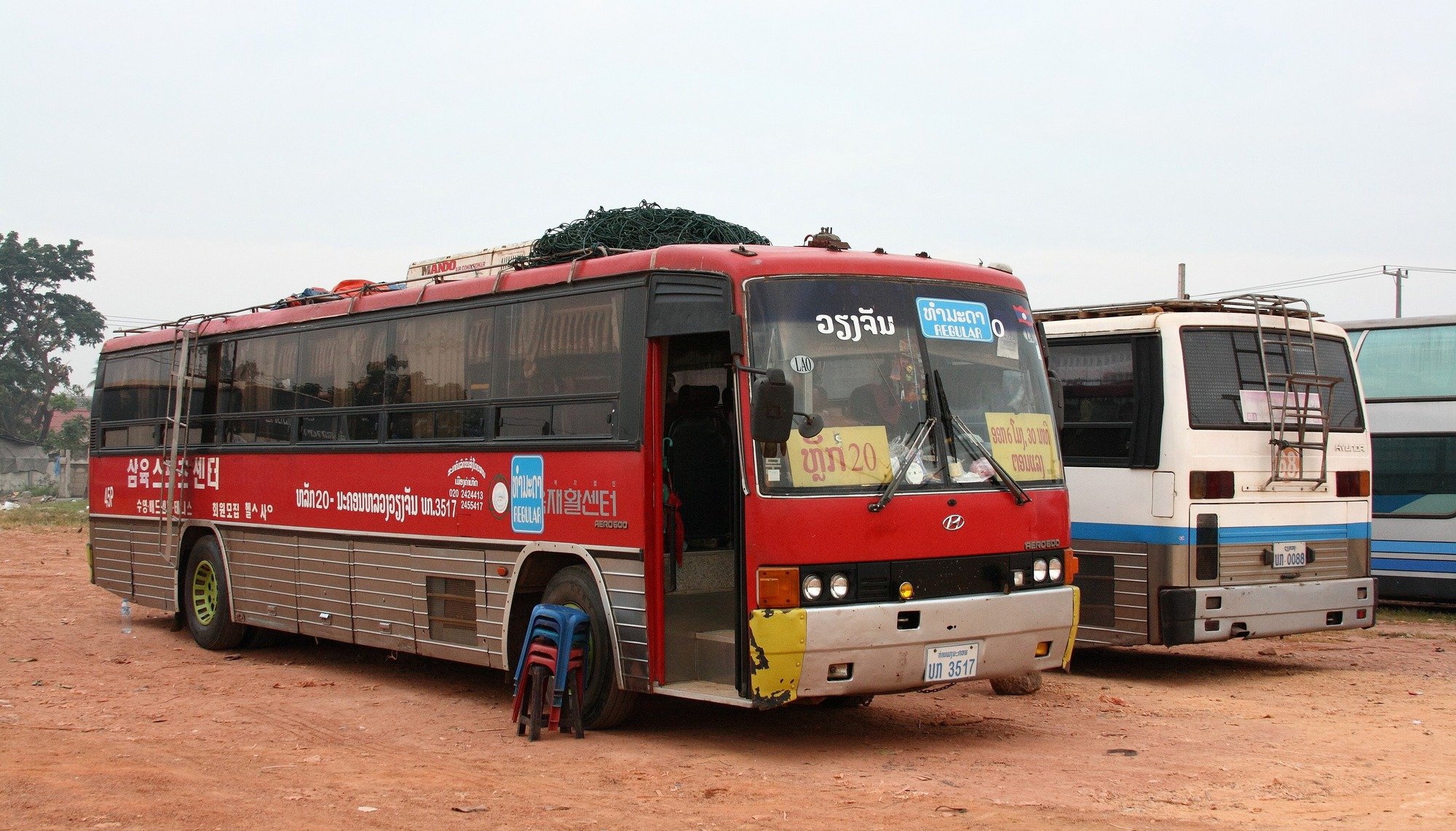
ラオスに中古輸出されたエアロ600
ロシアに中古輸出されたエアロ600[5]
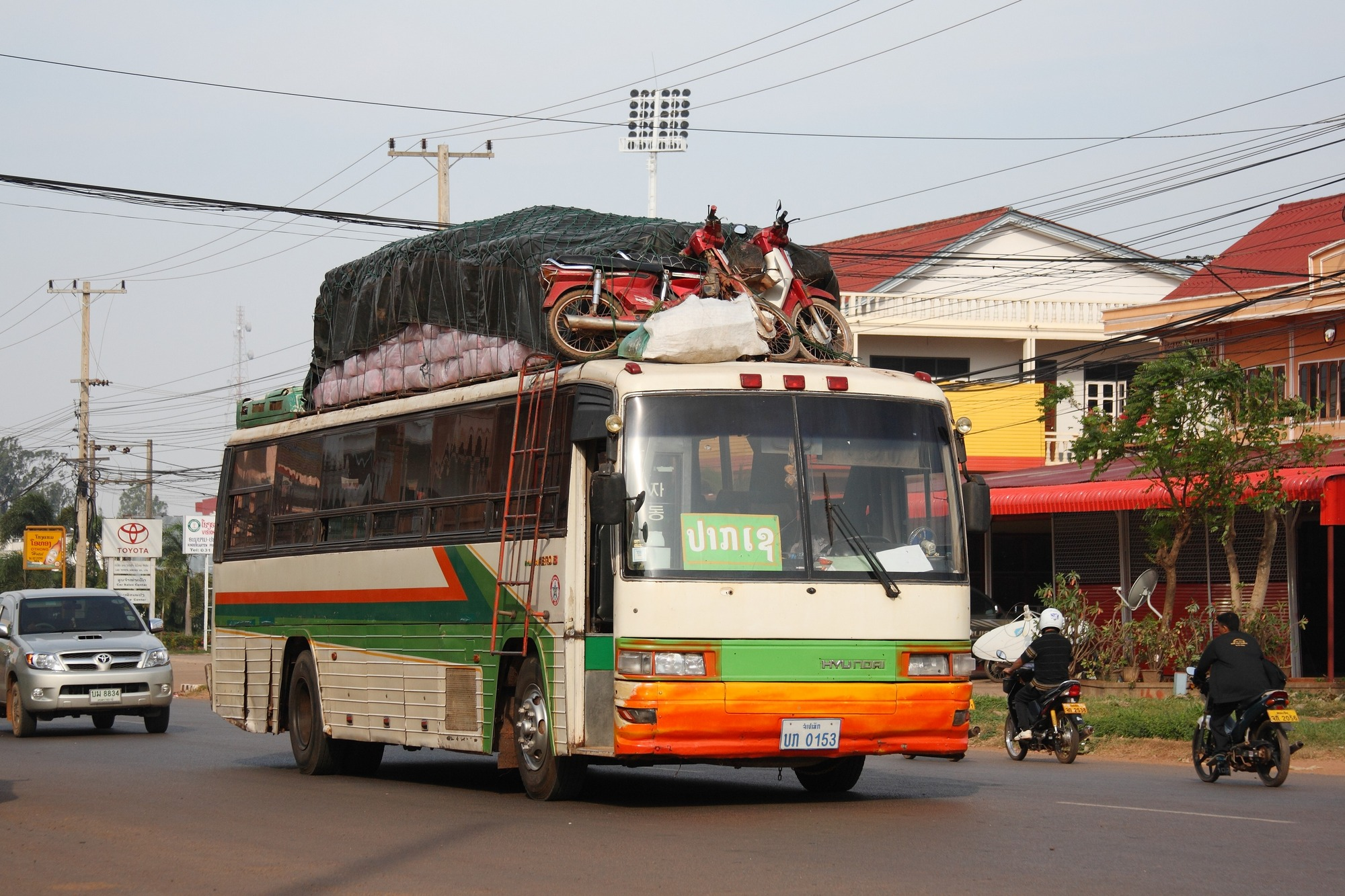
ラオスに中古輸出されたエアロE 折戸仕様
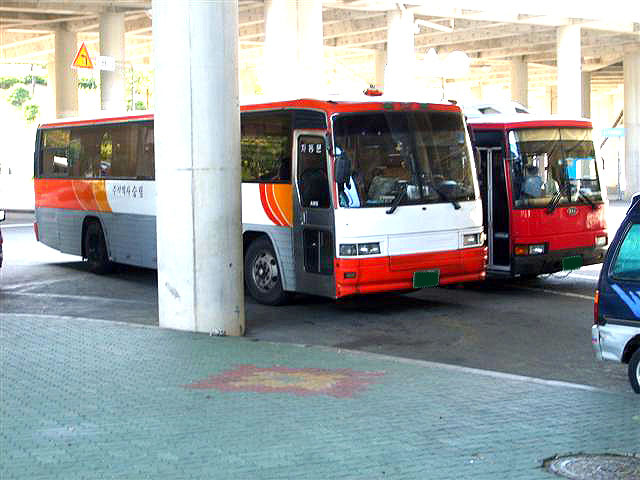
アジア・コスモスの隣に駐車しているエアロE
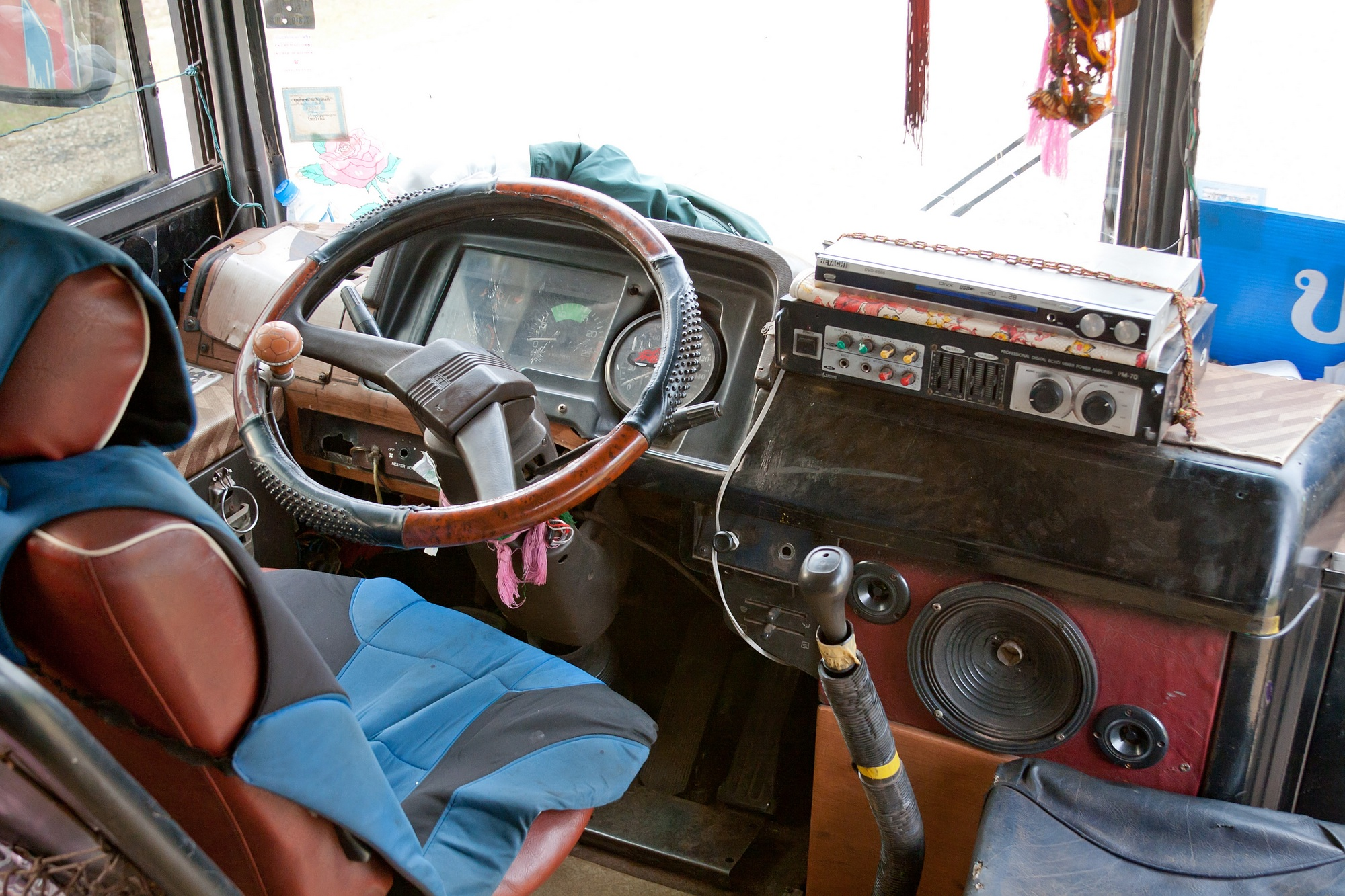
第1世代エアロバスの運転席
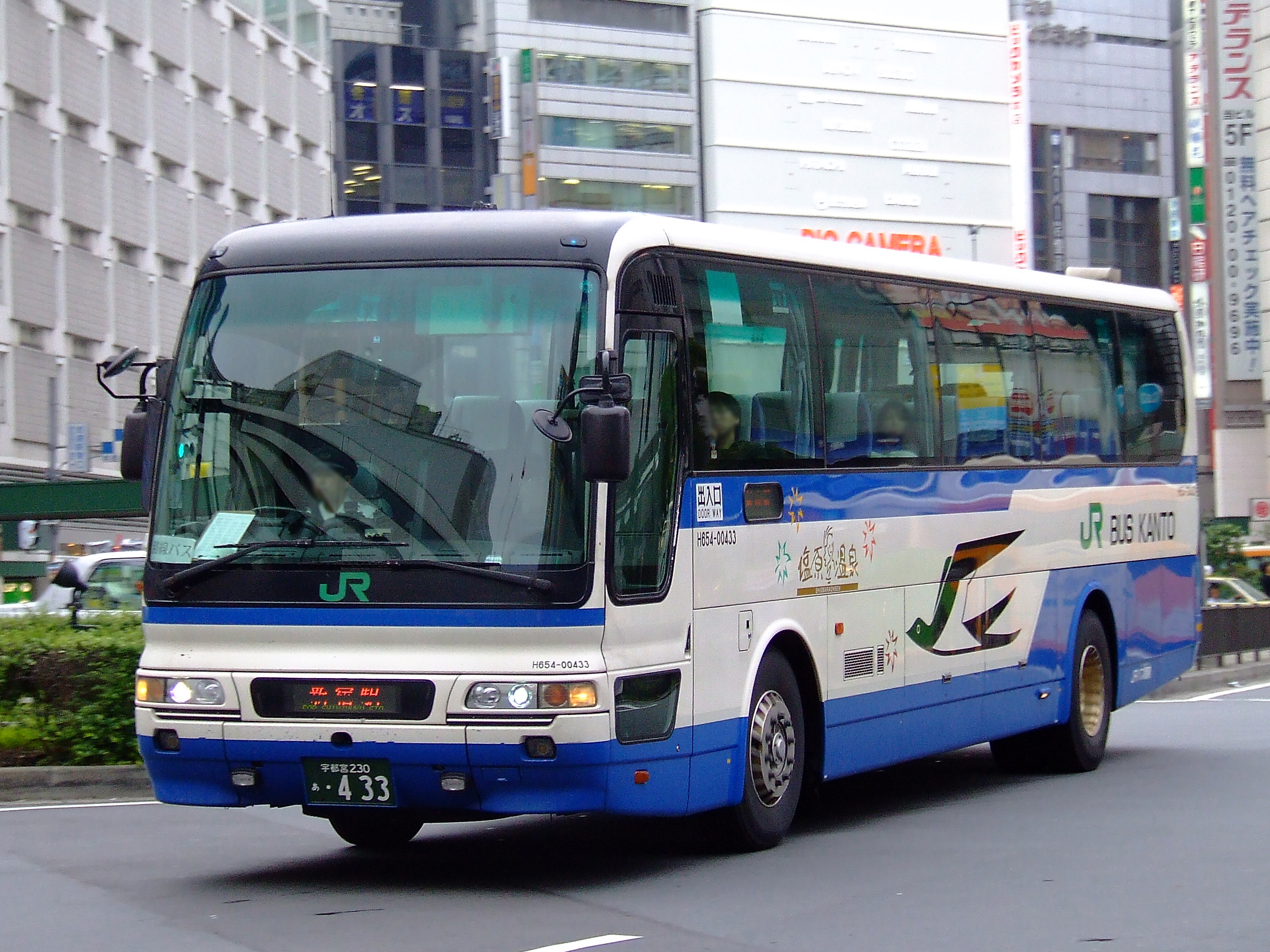
2代目エアロの原型・三菱ふそうエアロバス
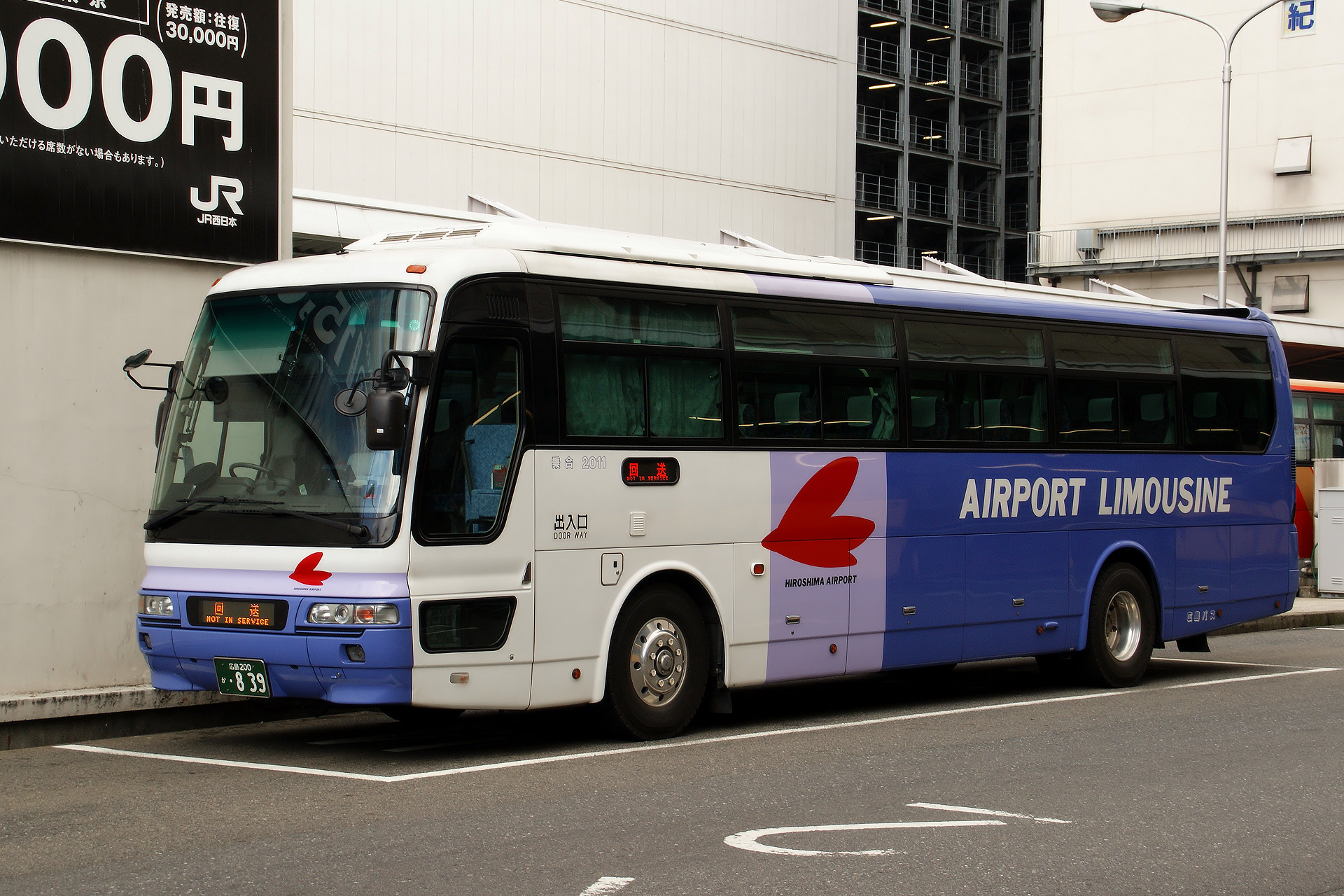
2代目エアロの原型・三菱ふそうエアロバス
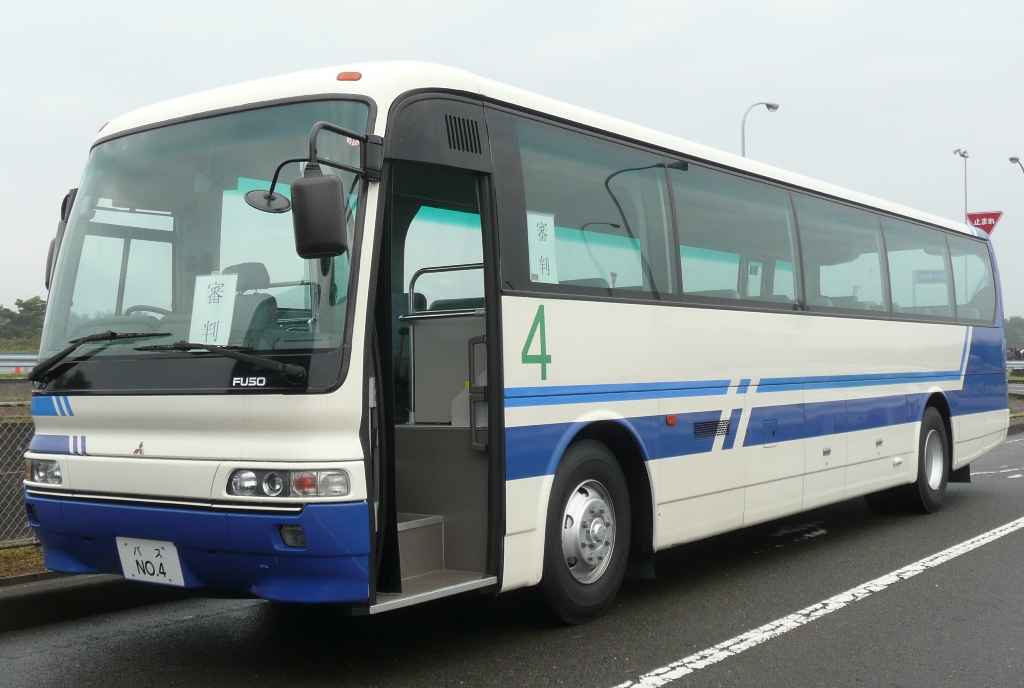
2代目エアロの原型・三菱ふそうエアロバス
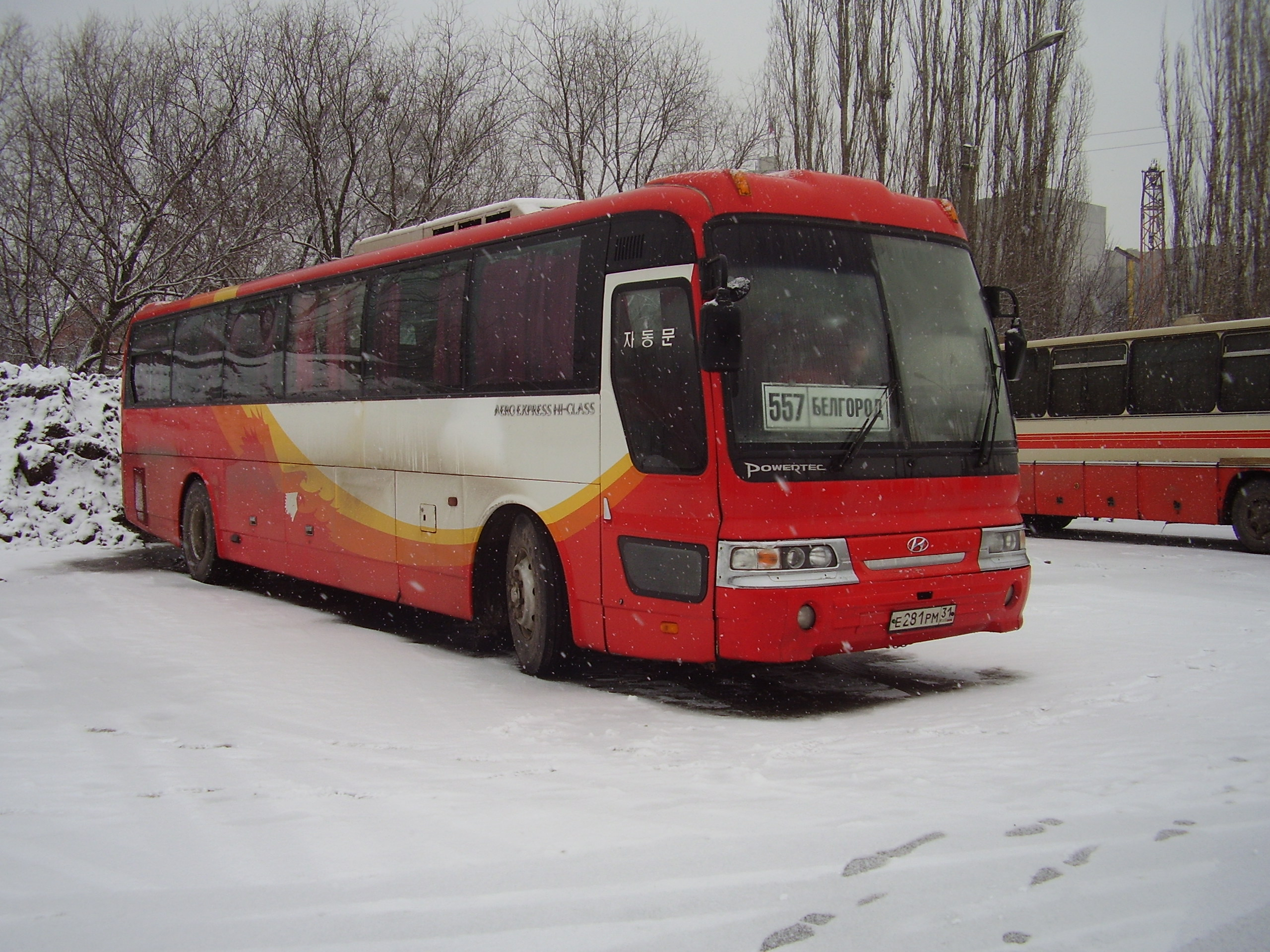
現代エアロスペース改造車
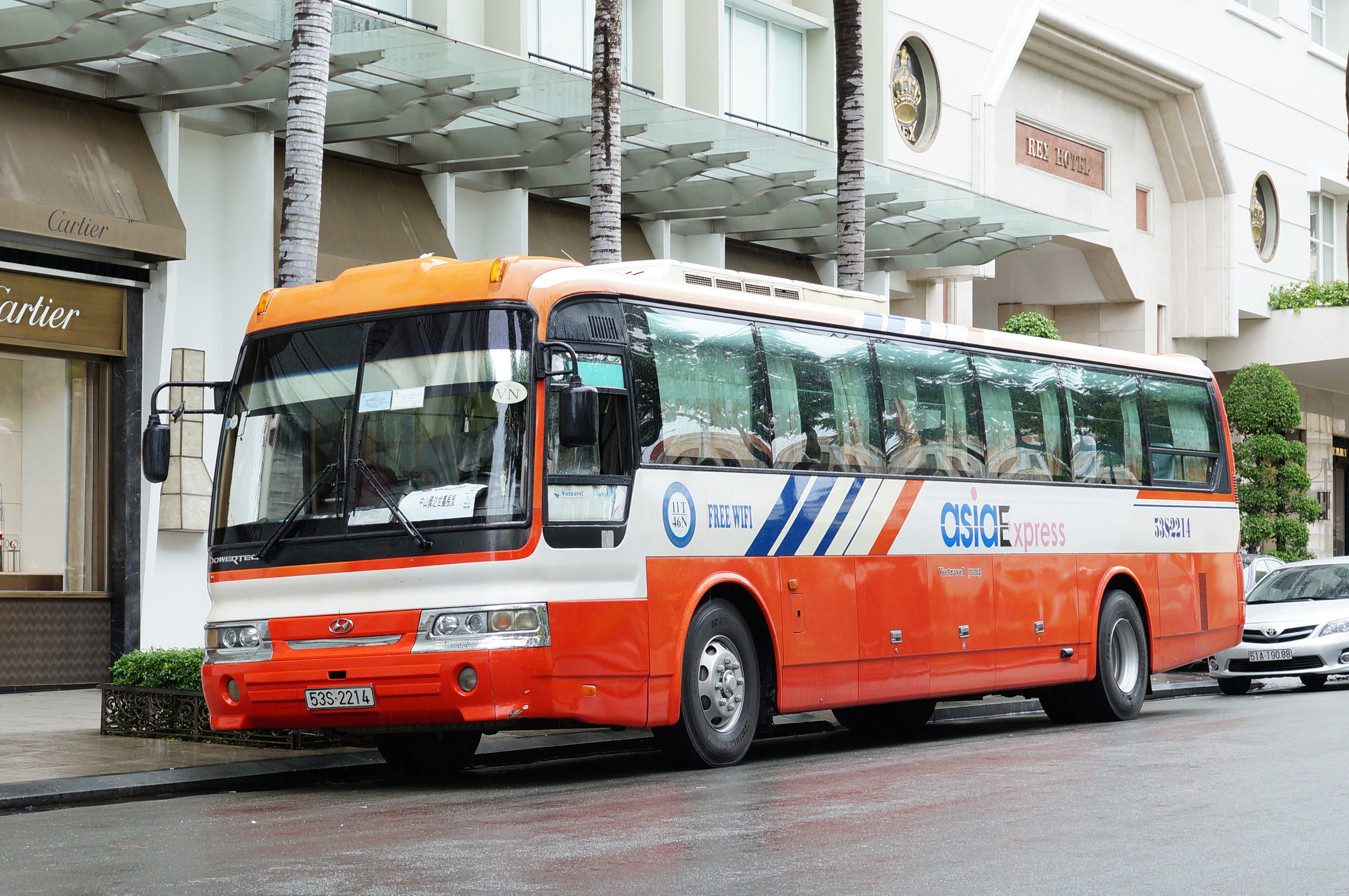
エアロエクスプレス輸出型
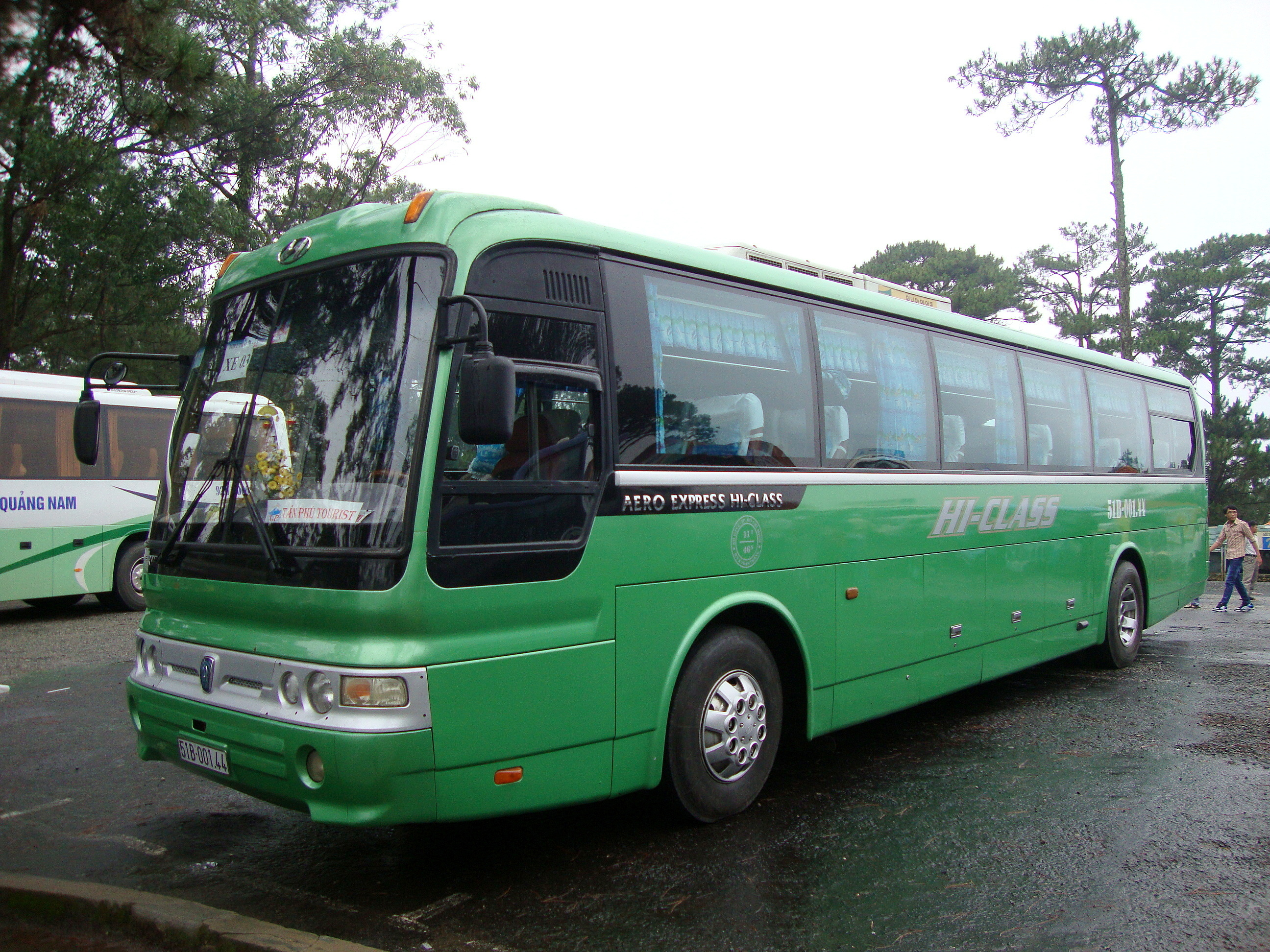
エアロエクスプレス輸出型
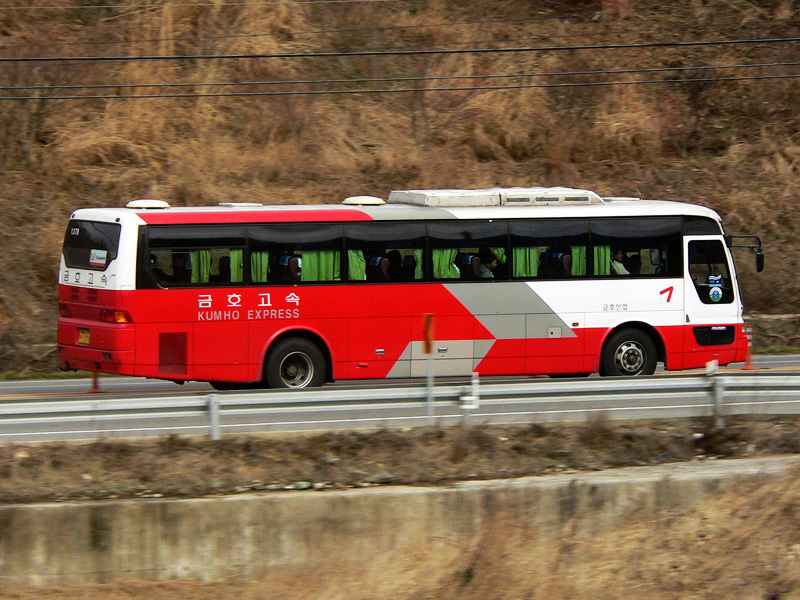
国道を走る錦湖高速所属エアロスペースLS
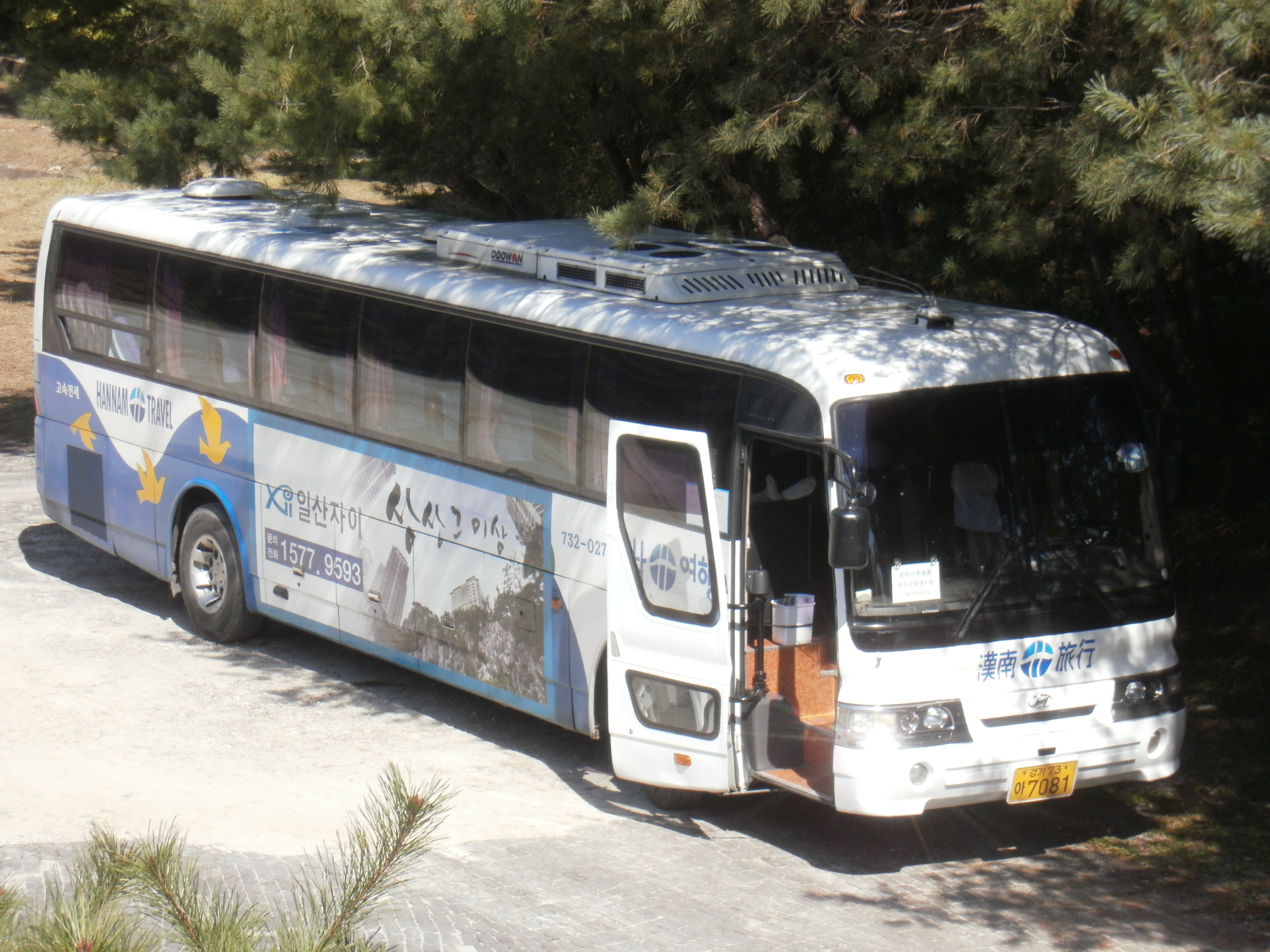
漢南旅行所属エアロスペースLS
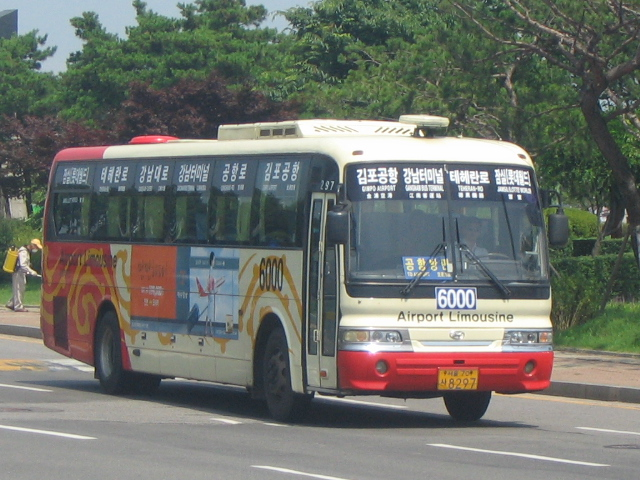
空港リムジン所属ソウル空港バス6000番エアロスペースLS
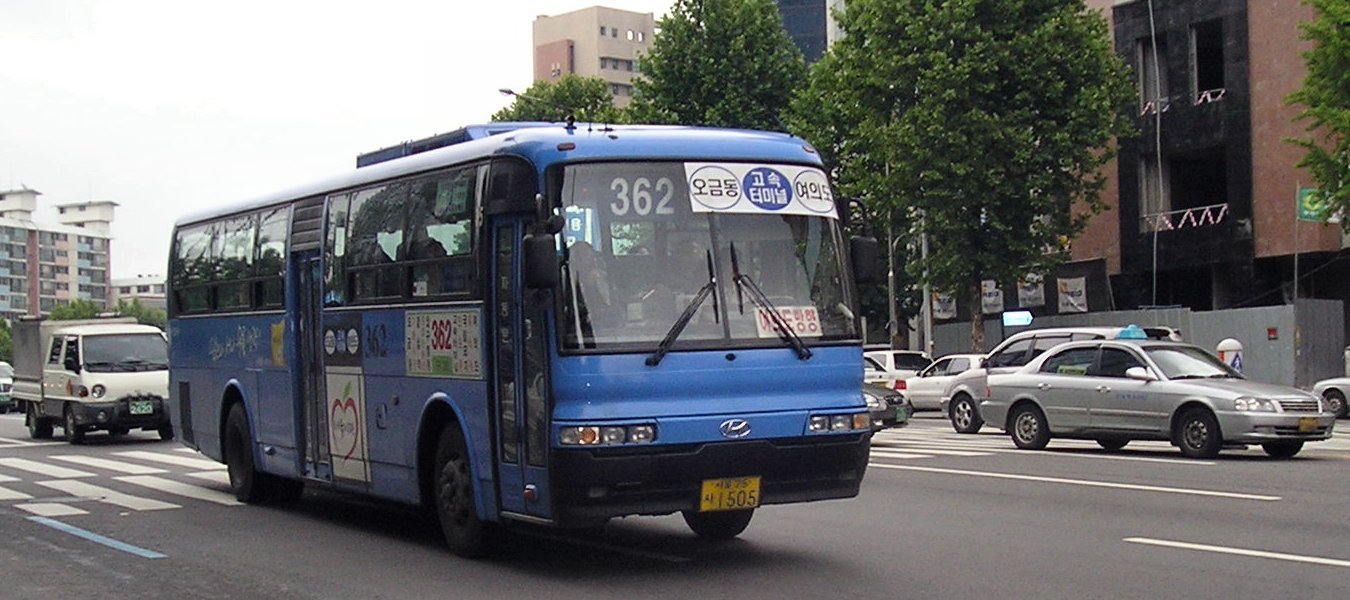
テジン運輸所属ソウル市内バス362番・エアロスペースLS
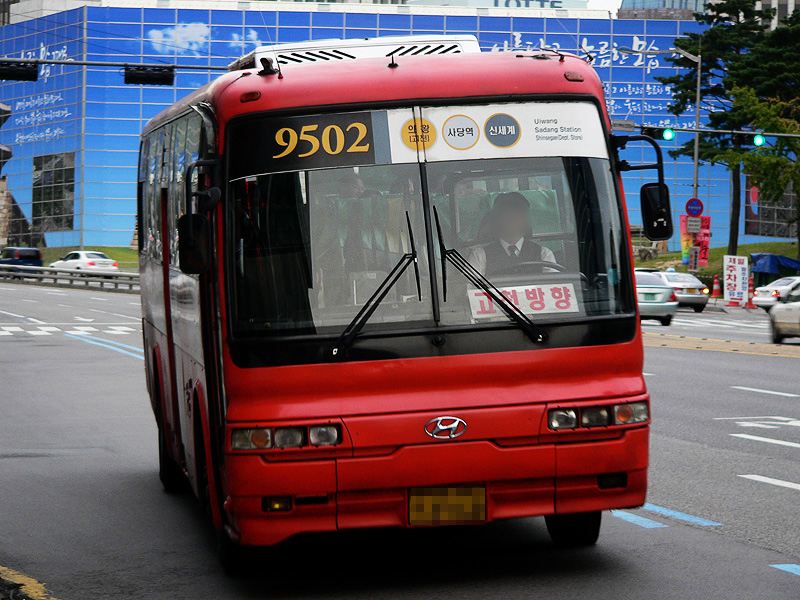
ウシンバス所属ソウル市内バス9502番（現502番）エアロスペースLS
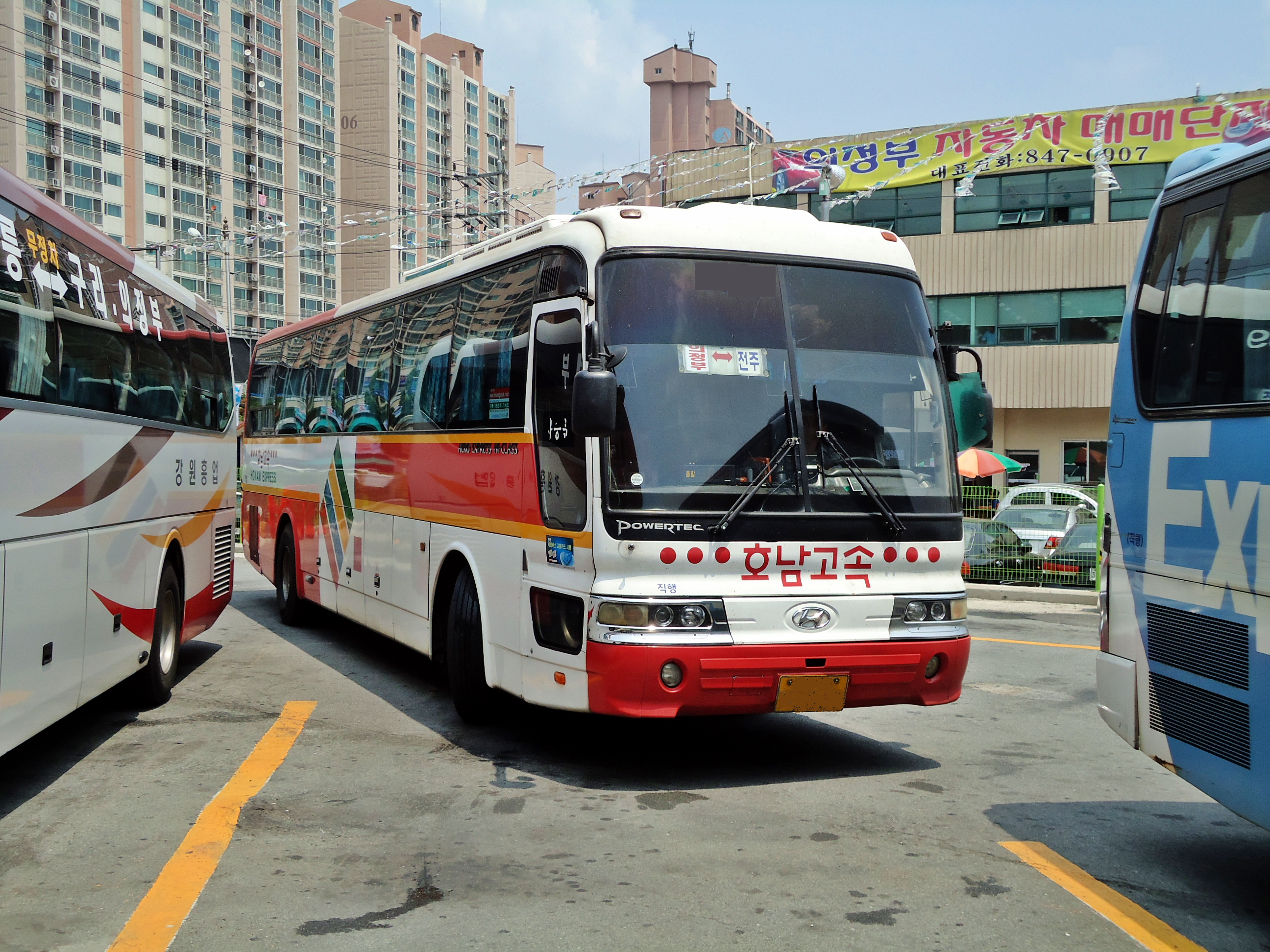
湖南高速エアロエクスプレスハイクラス2002年式（エアロエクスプレスHSX改造車）
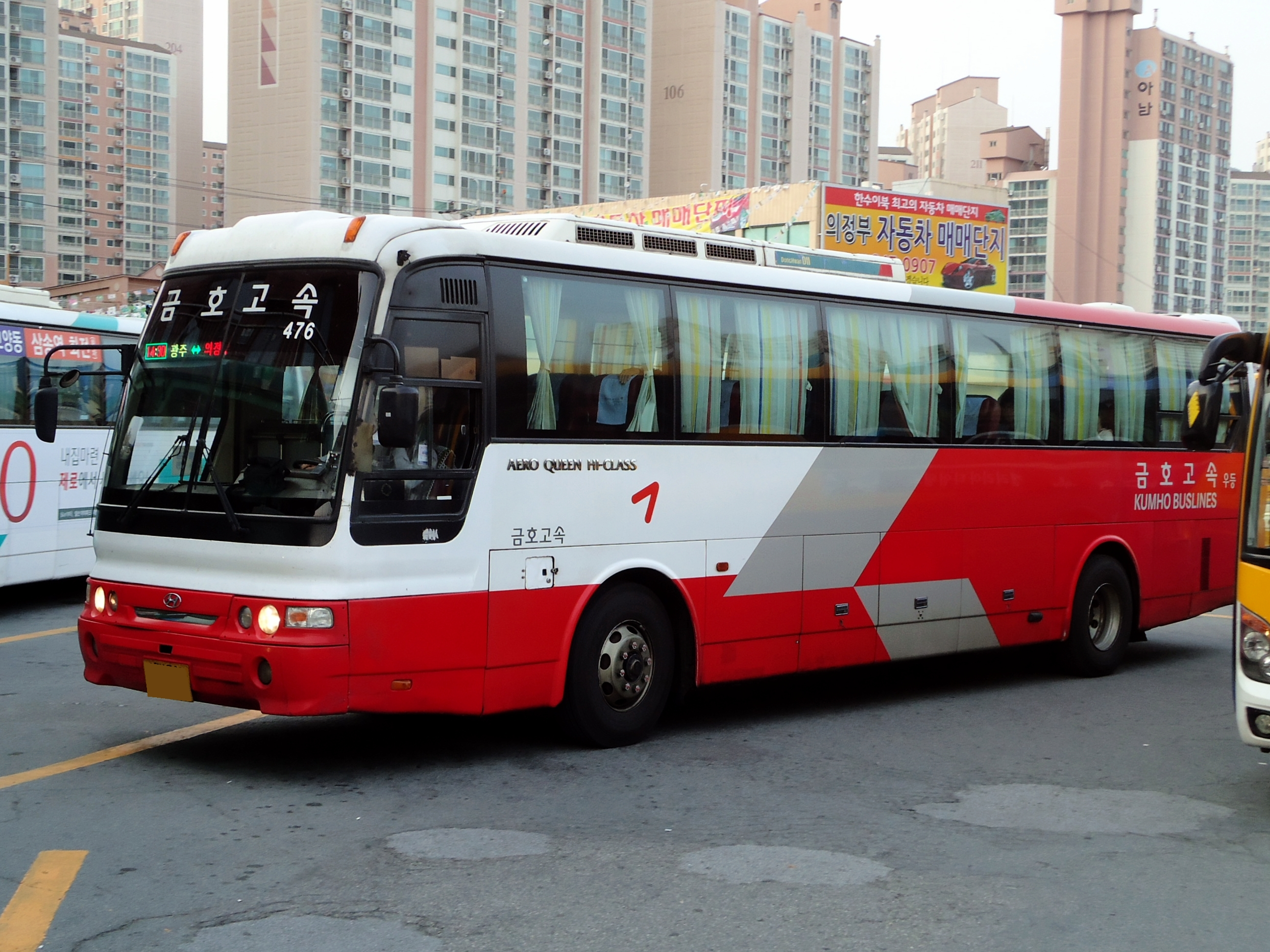
錦湖高速エアロクイーンハイクラス2003年式
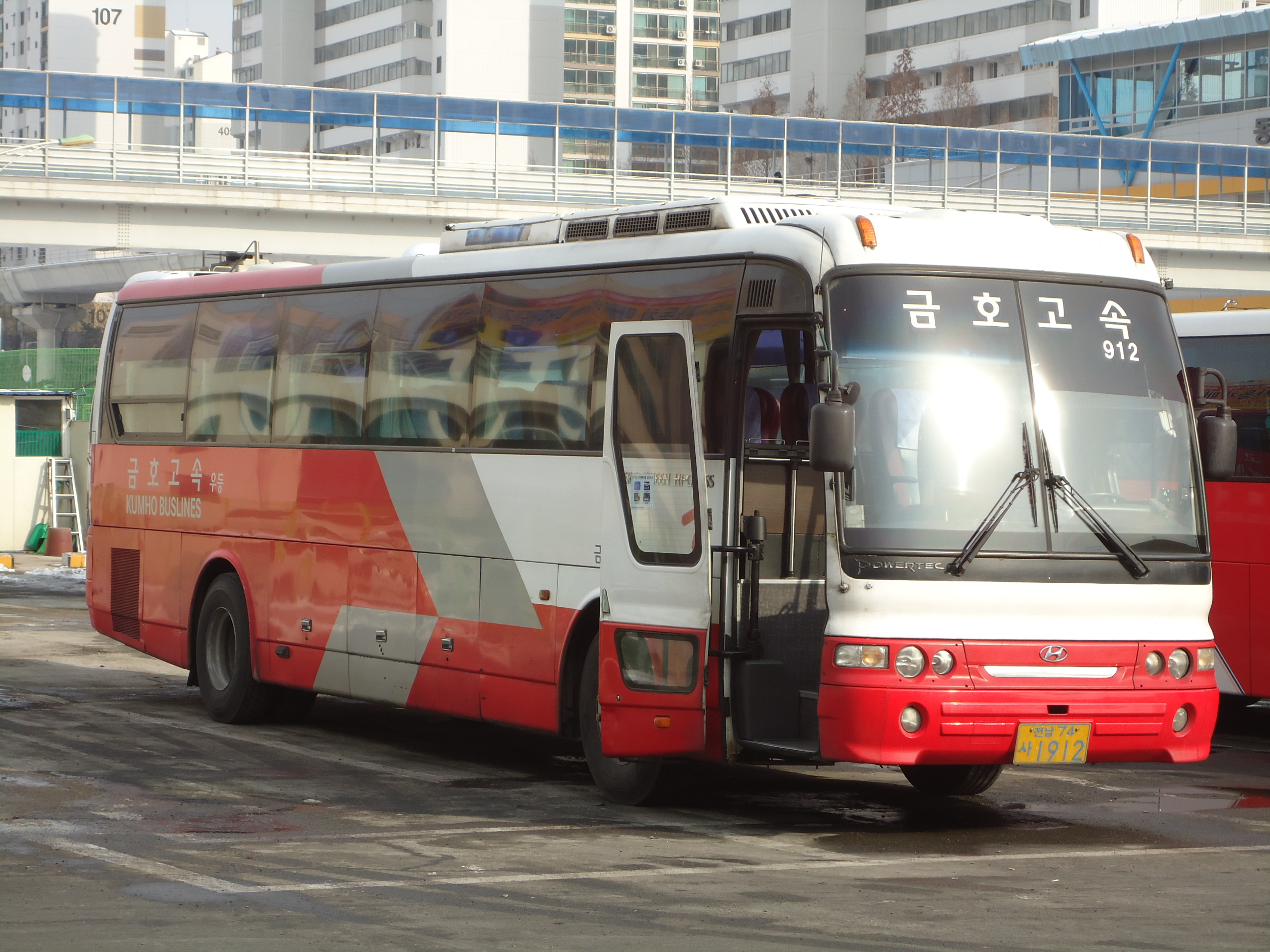
錦湖高速エアロクイーンハイクラス2003年式
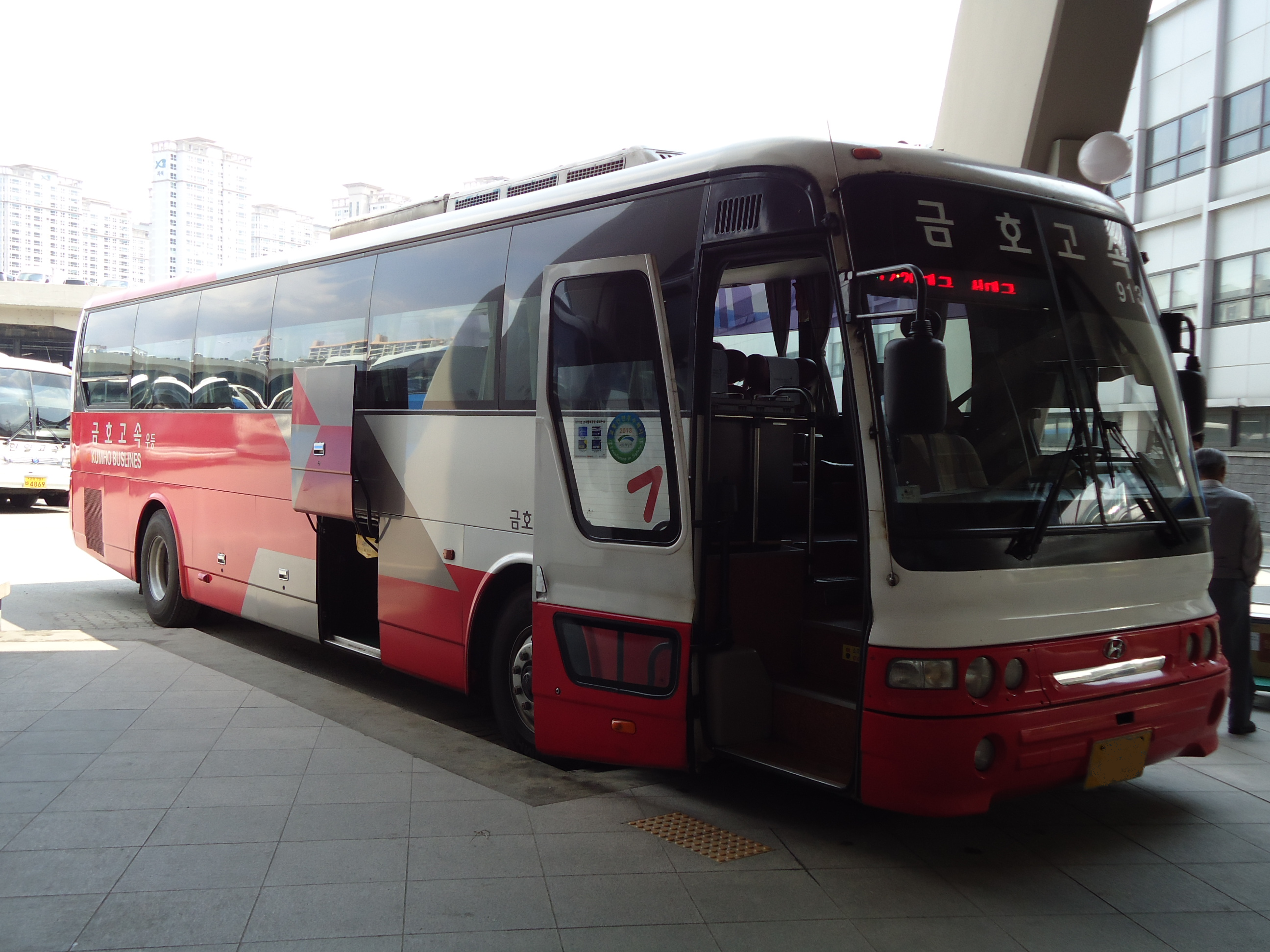
錦湖高速エアロクイーン
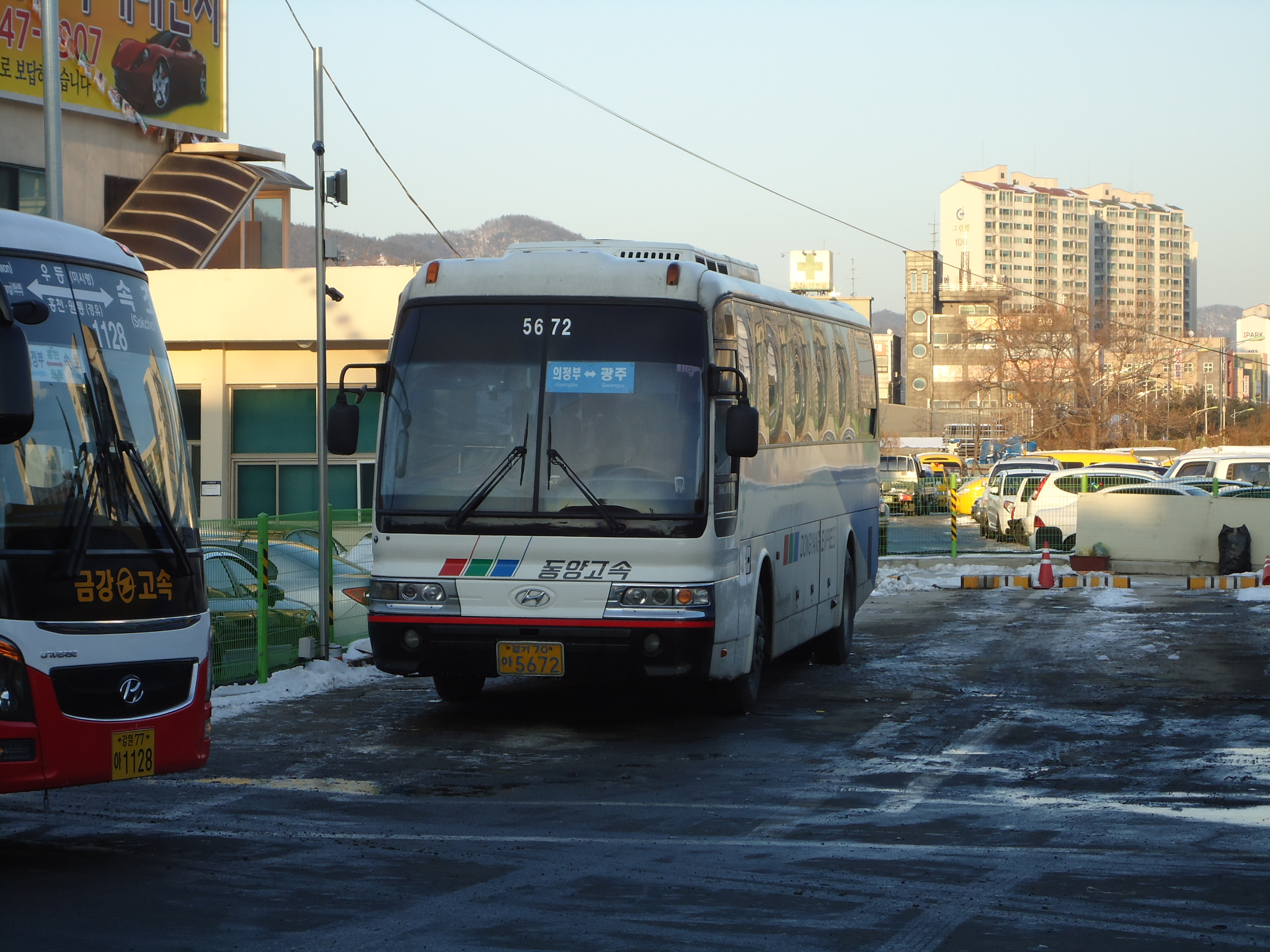
東洋高速エアロクイーンハイクラス（旧韓進高速車）
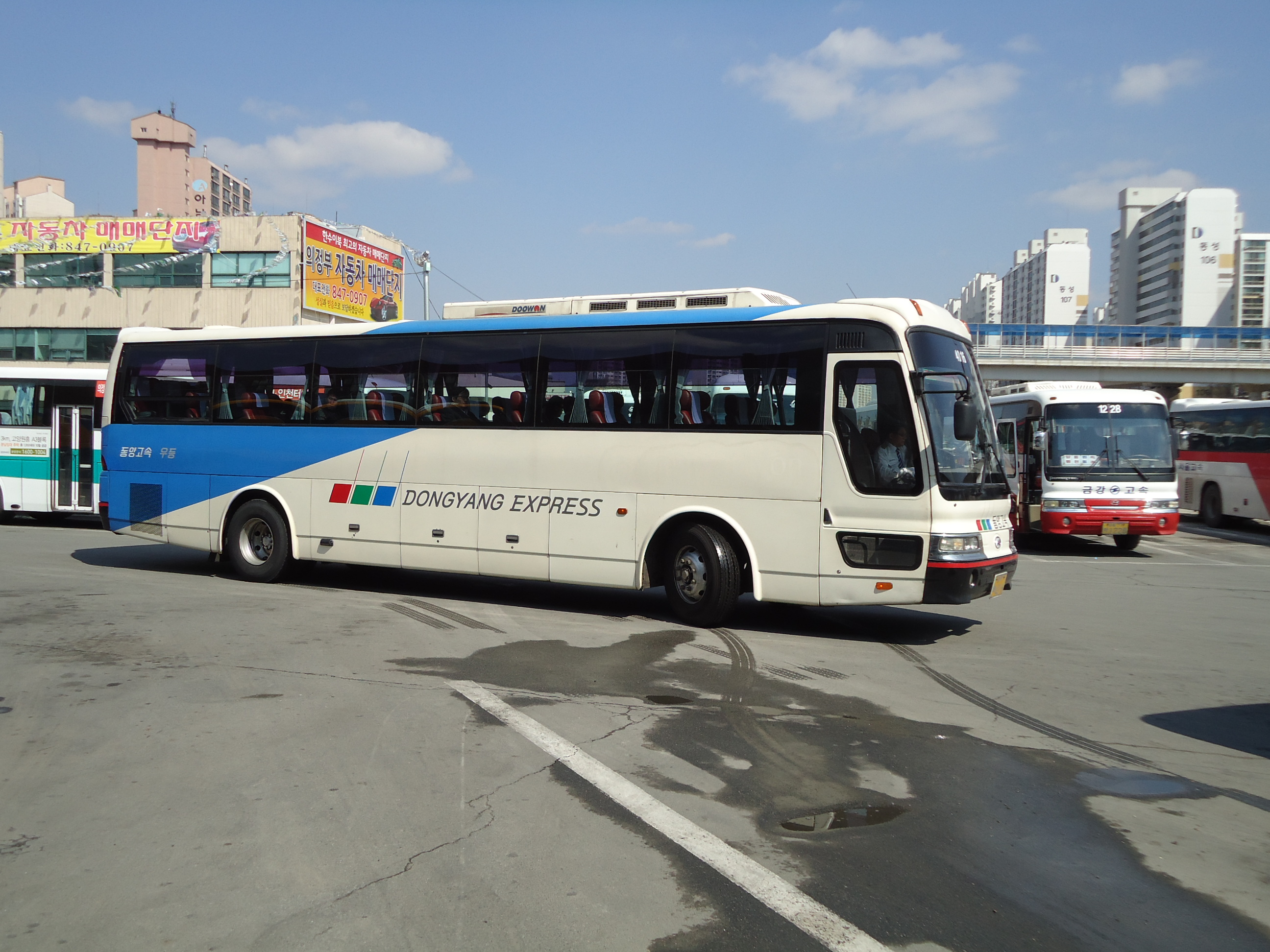
東洋高速エアロクイーンハイクラス2004年式
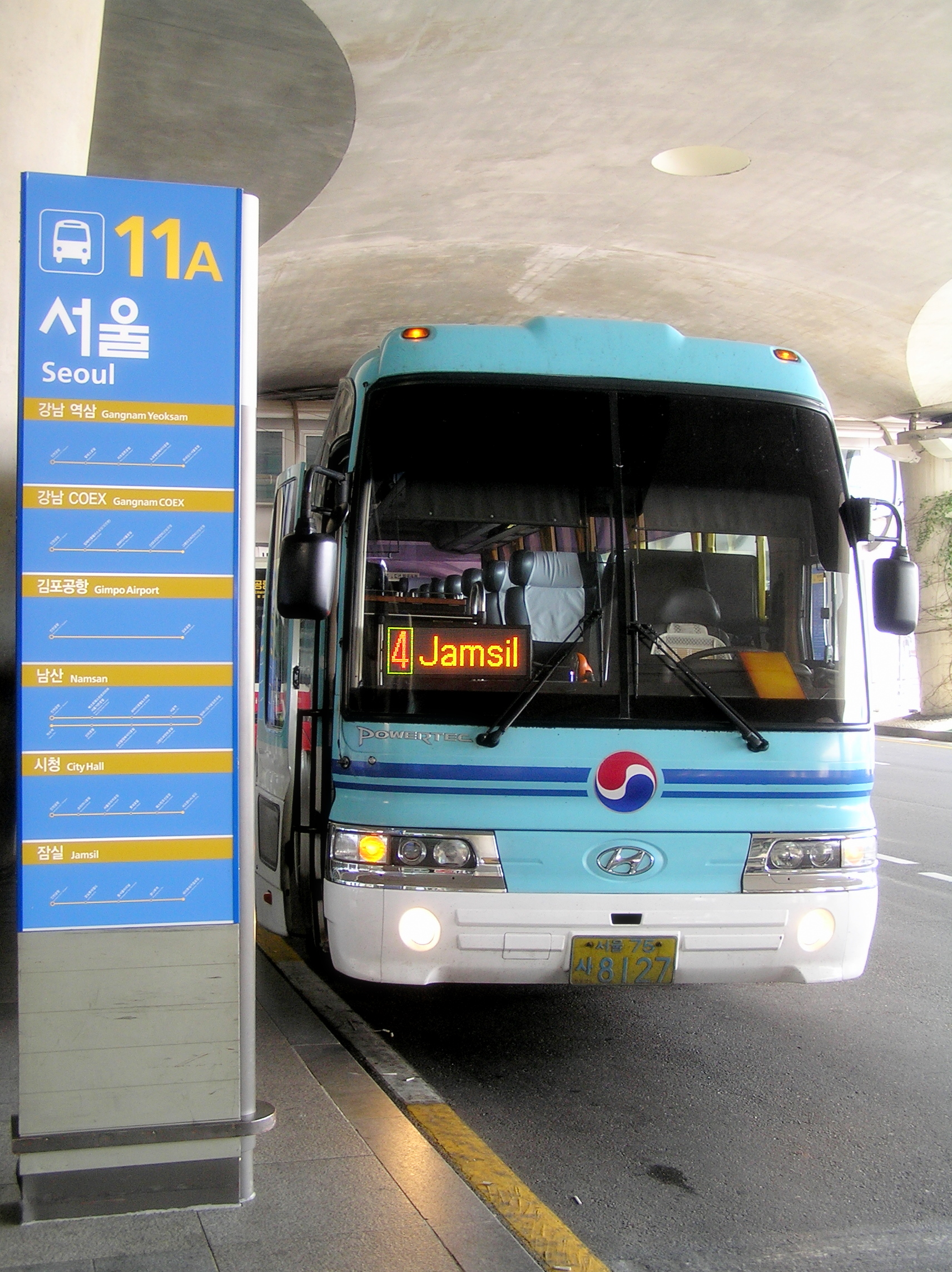
KALリムジンエアロクイーンハイクラス
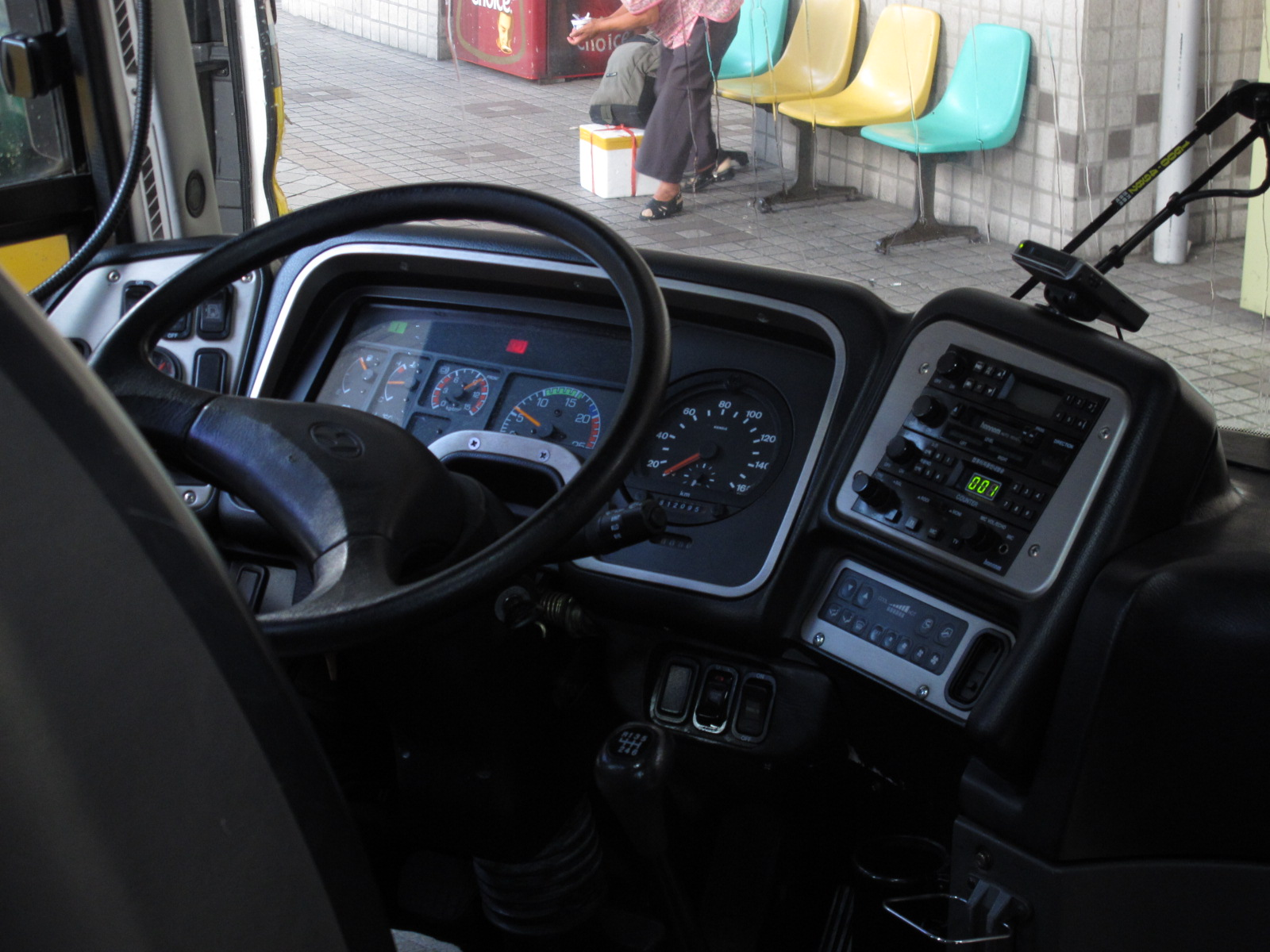
天一高速エアロクイーンハイクラス運転席
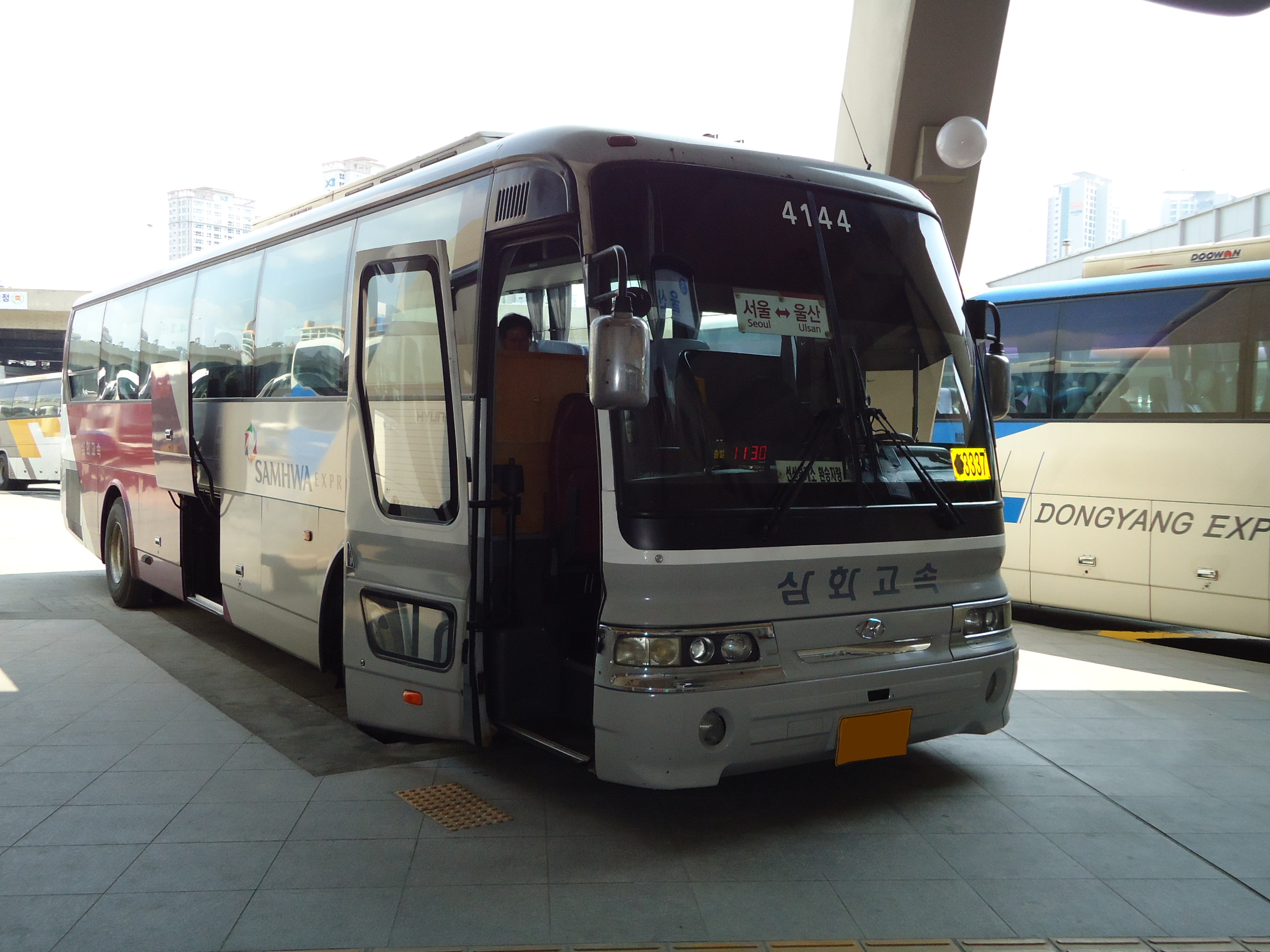
三和高速エアロエクスプレスHSX
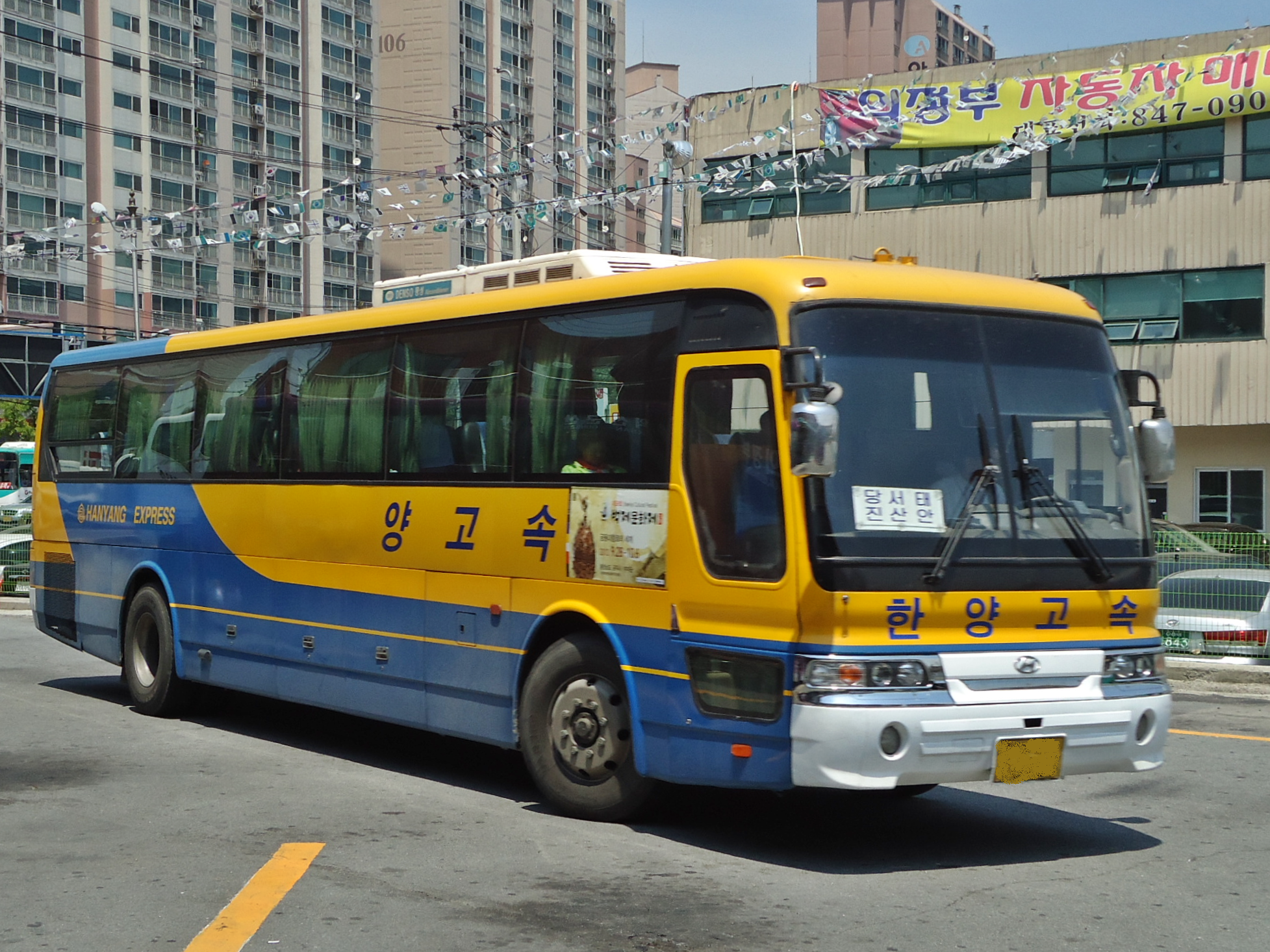
漢陽高速エアロエクスプレスLDX
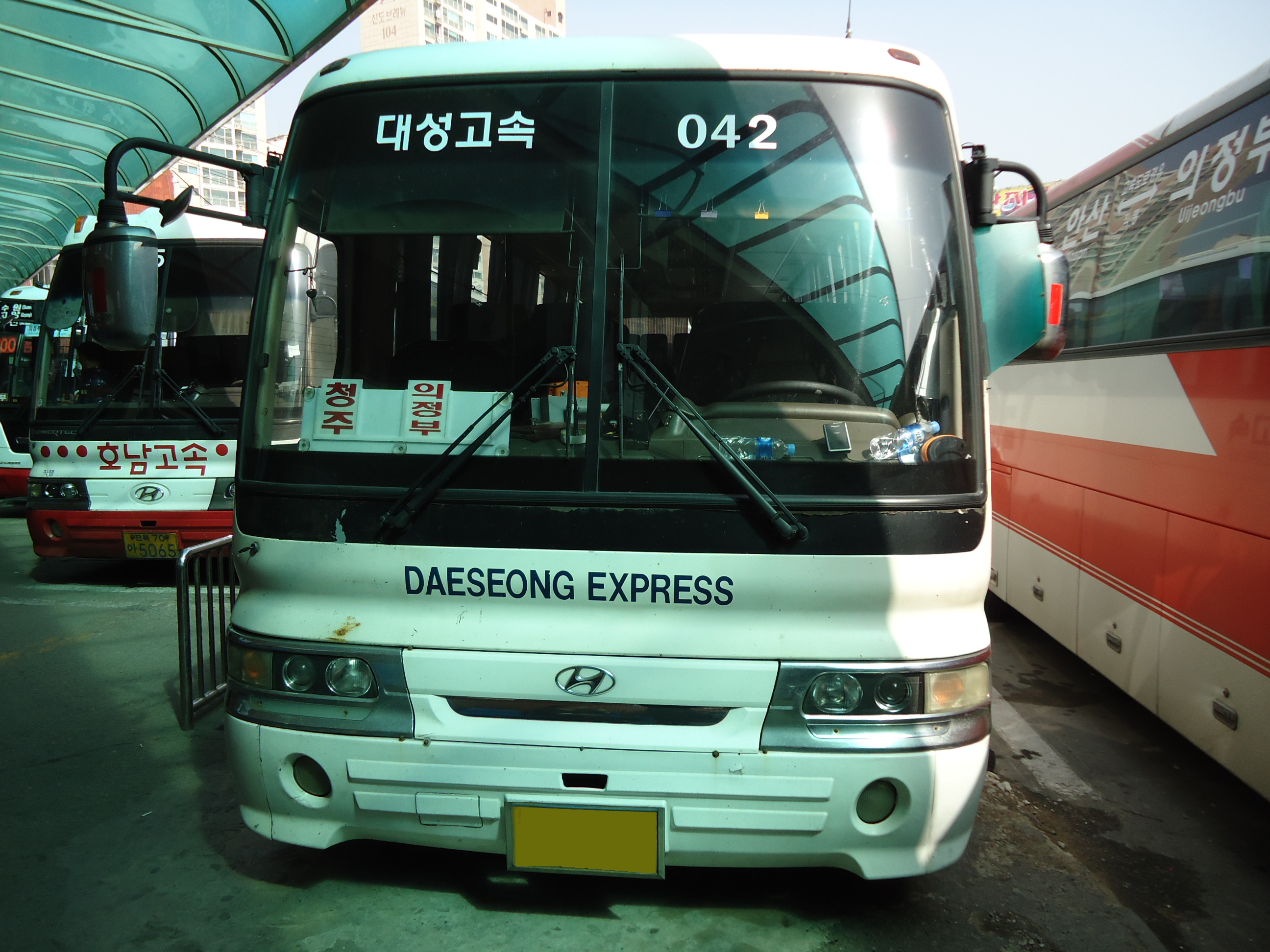
コリアワイド大成エアロスペースLS2005年式
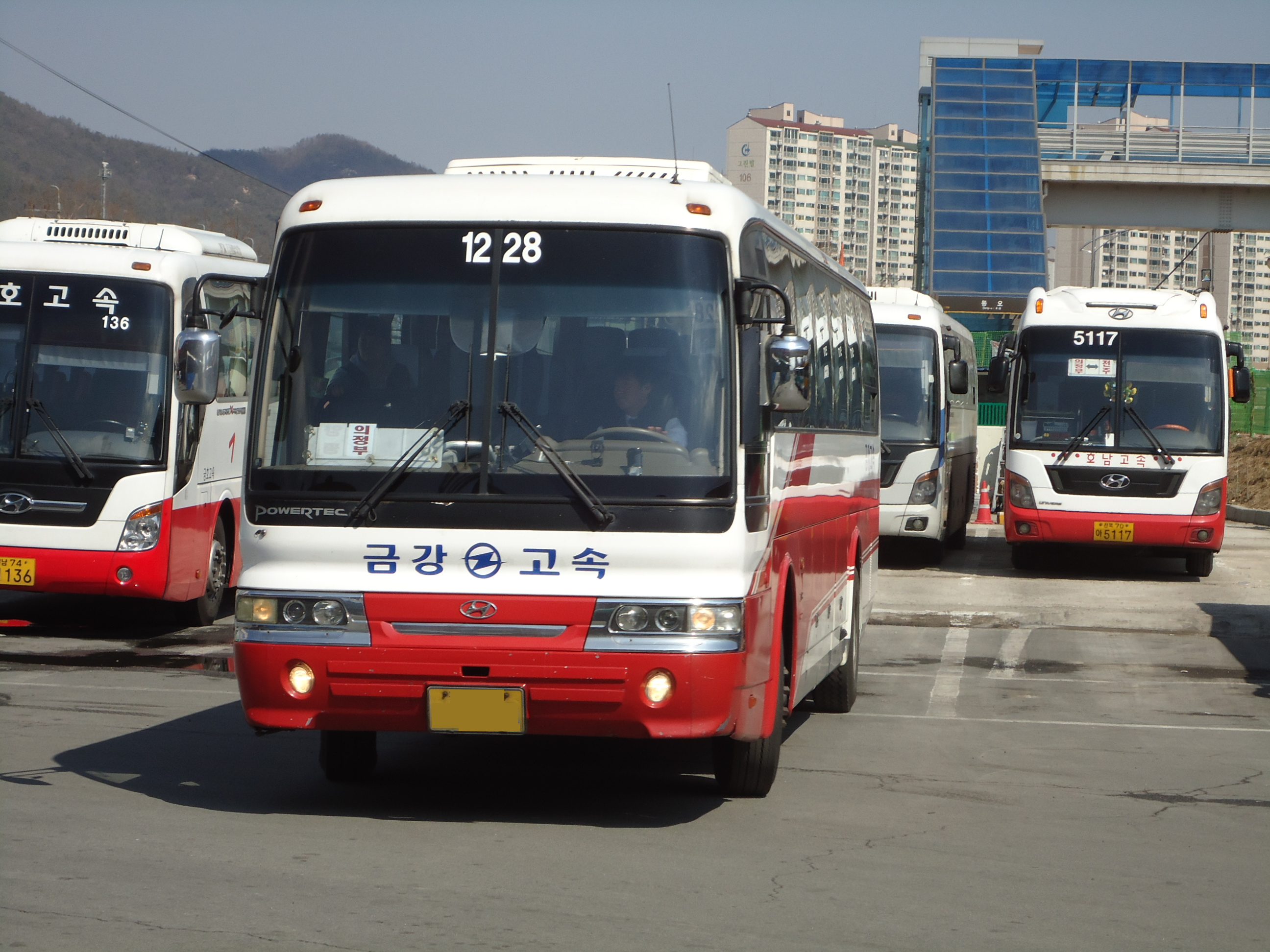
金剛高速エアロスペースLS2005年式
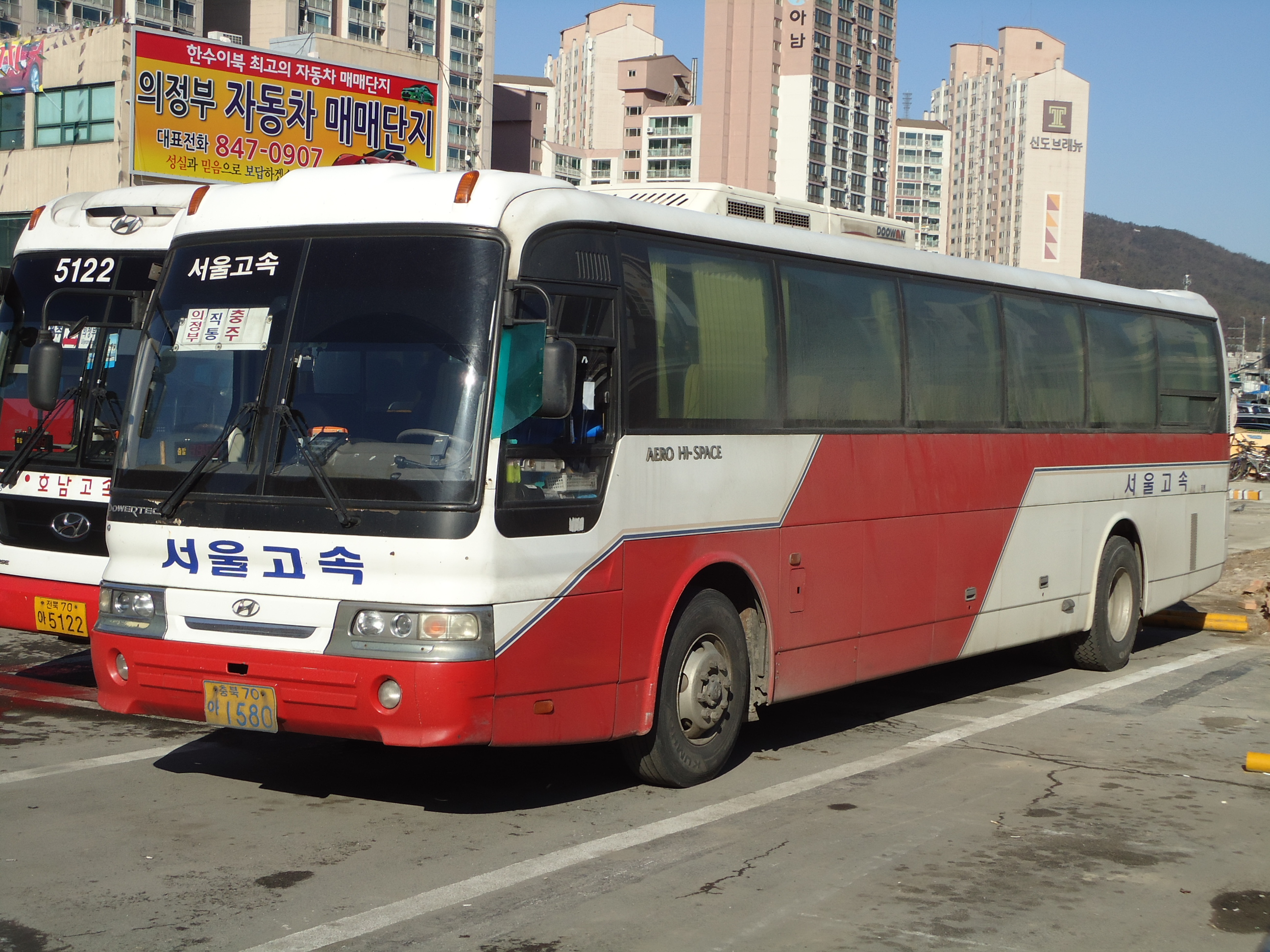
ソウル高速エアロハイスペース2005年式
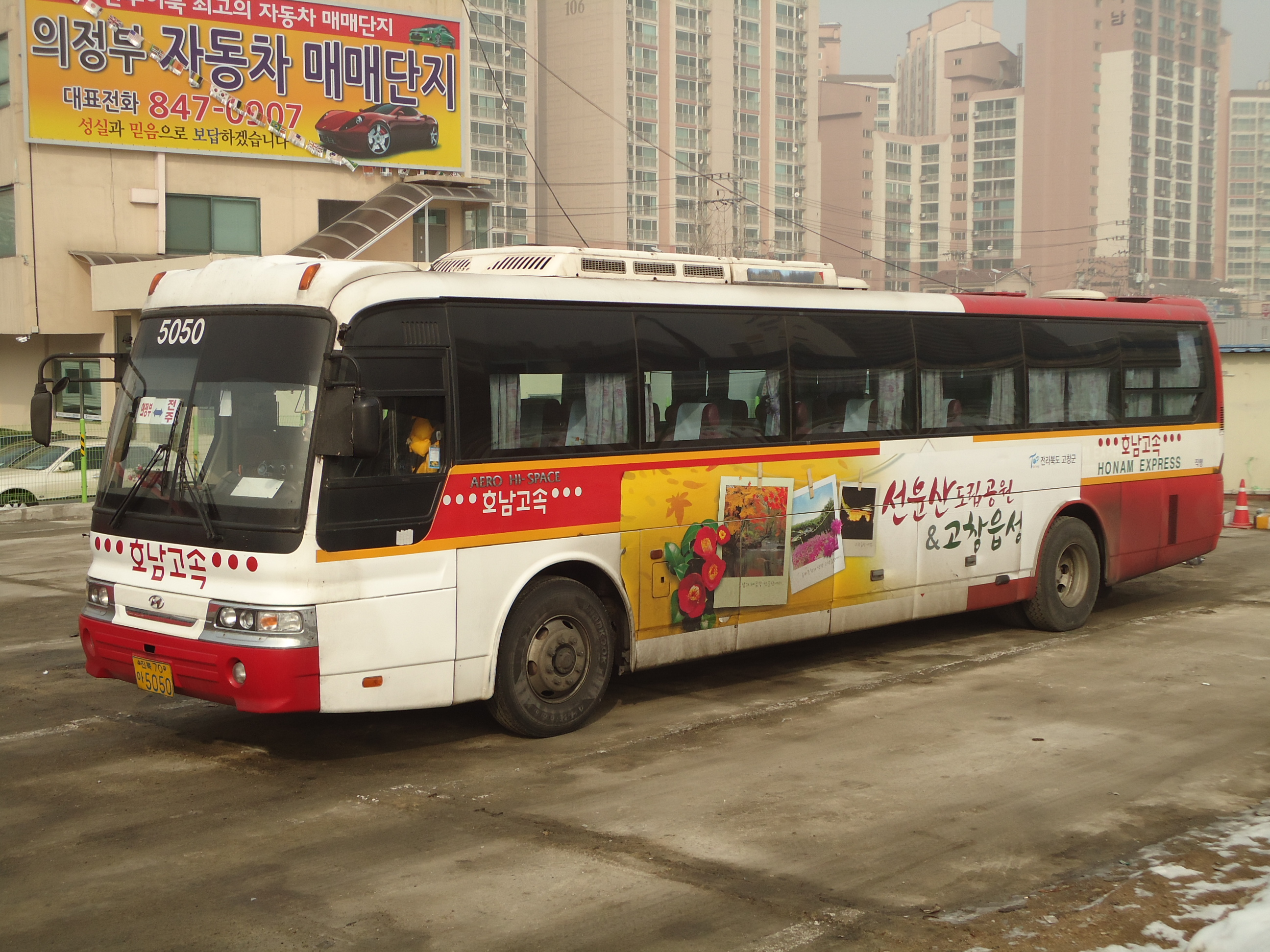
湖南高速エアロハイスペース
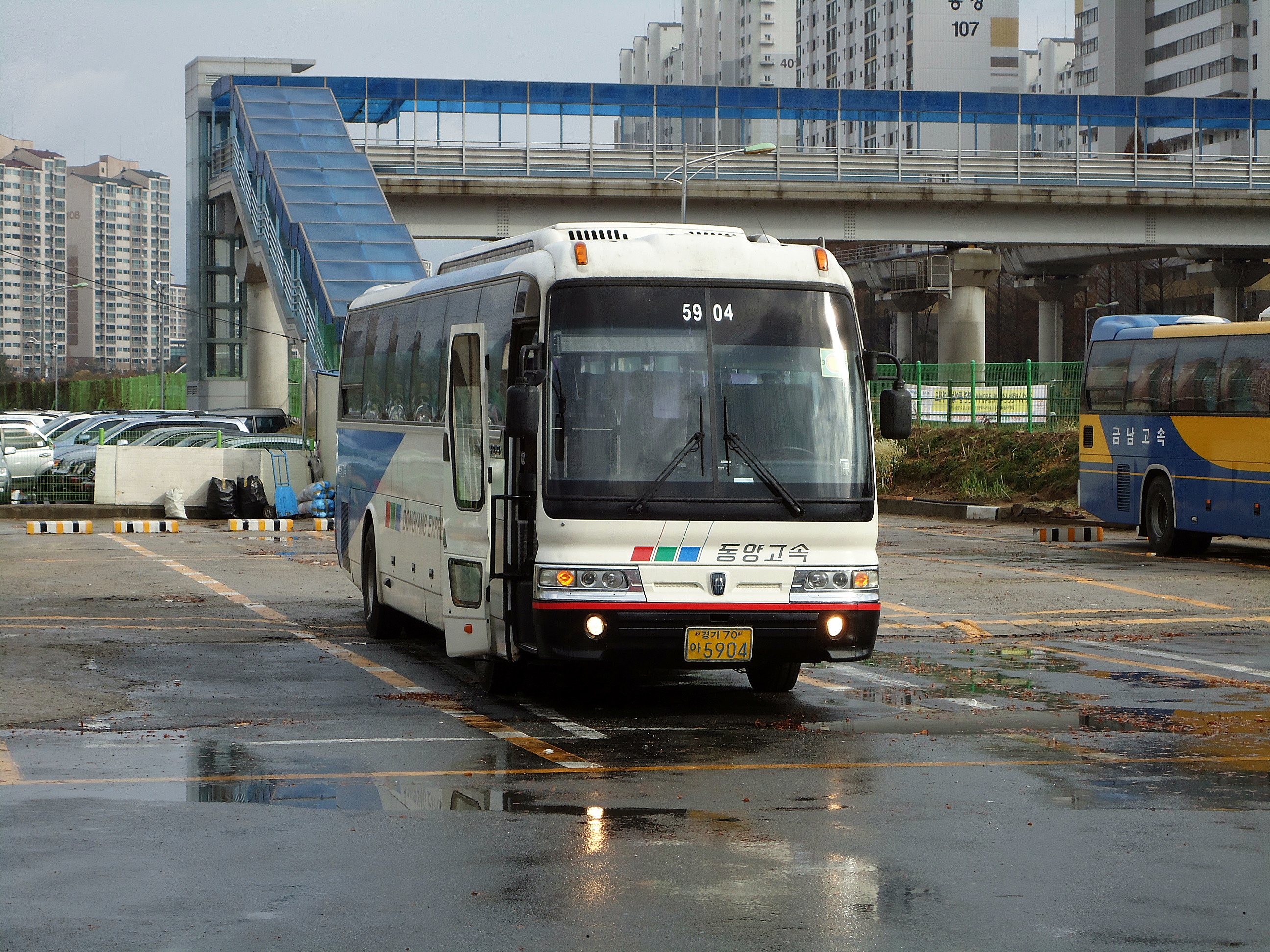
東洋高速ニューエアロクイーンハイクラス（旧韓進高速車）
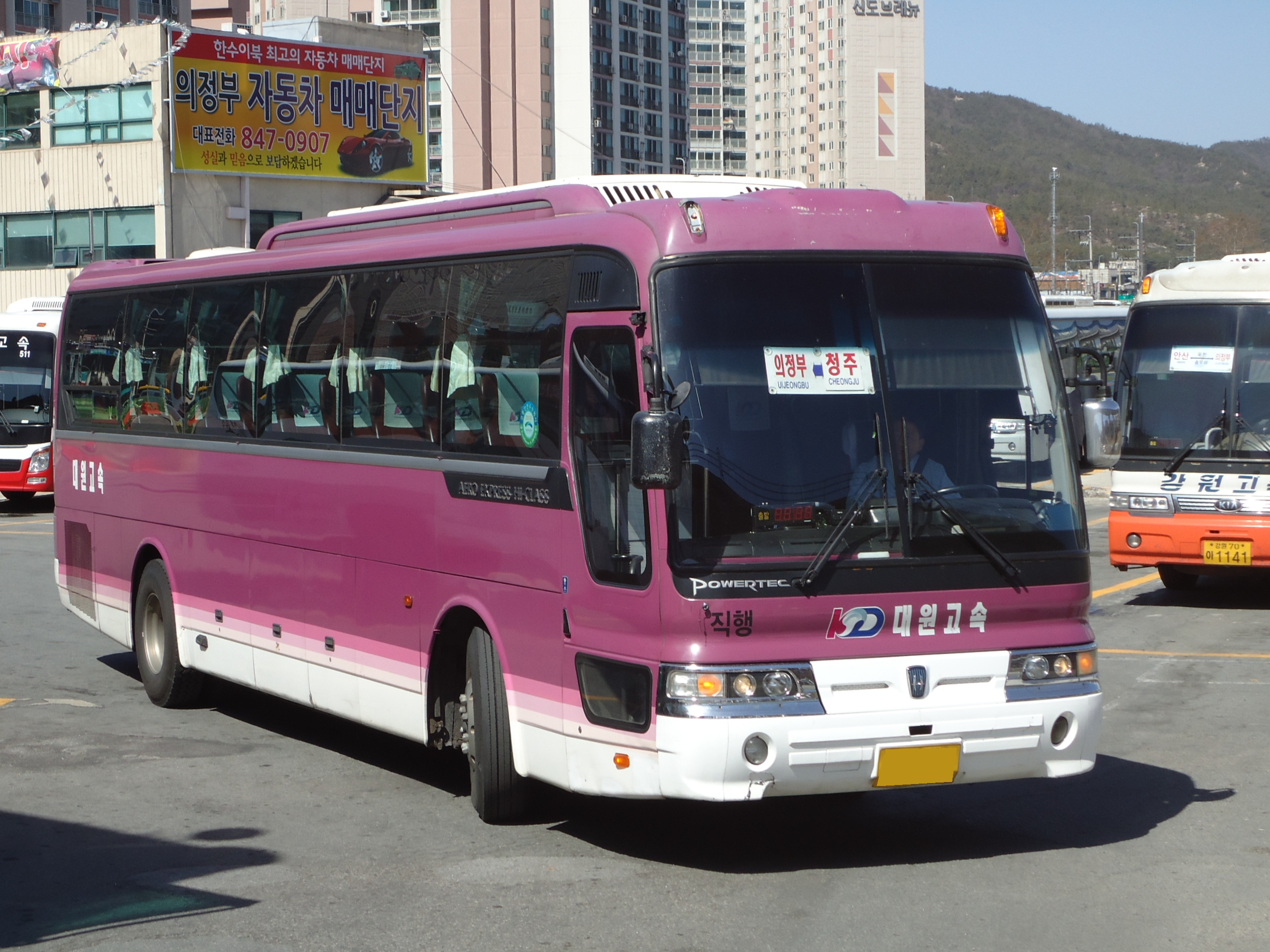
大元高速ニューエアロエクスプレスハイクラス2006年式
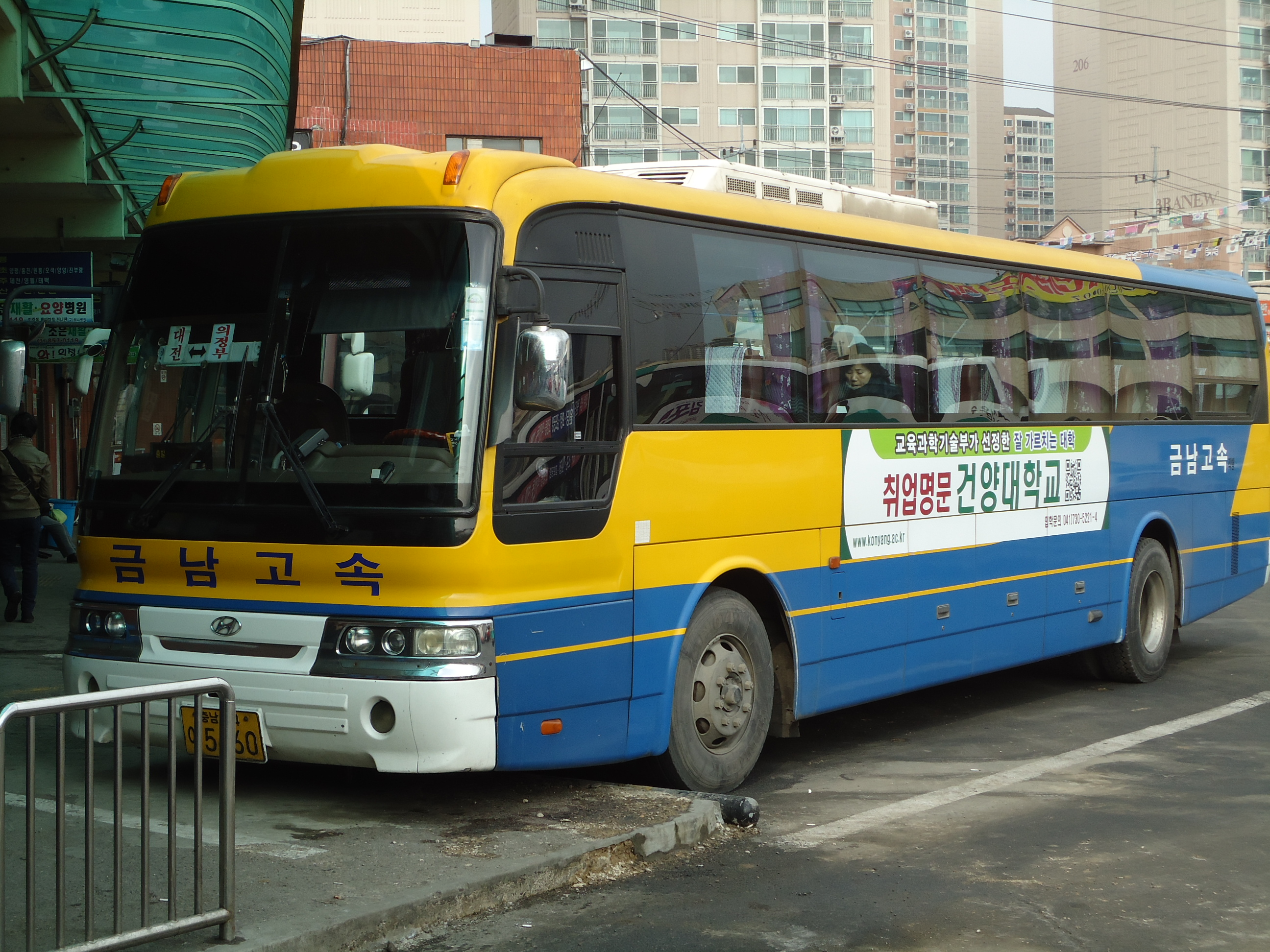
錦南高速エアロスペースLS2007年式
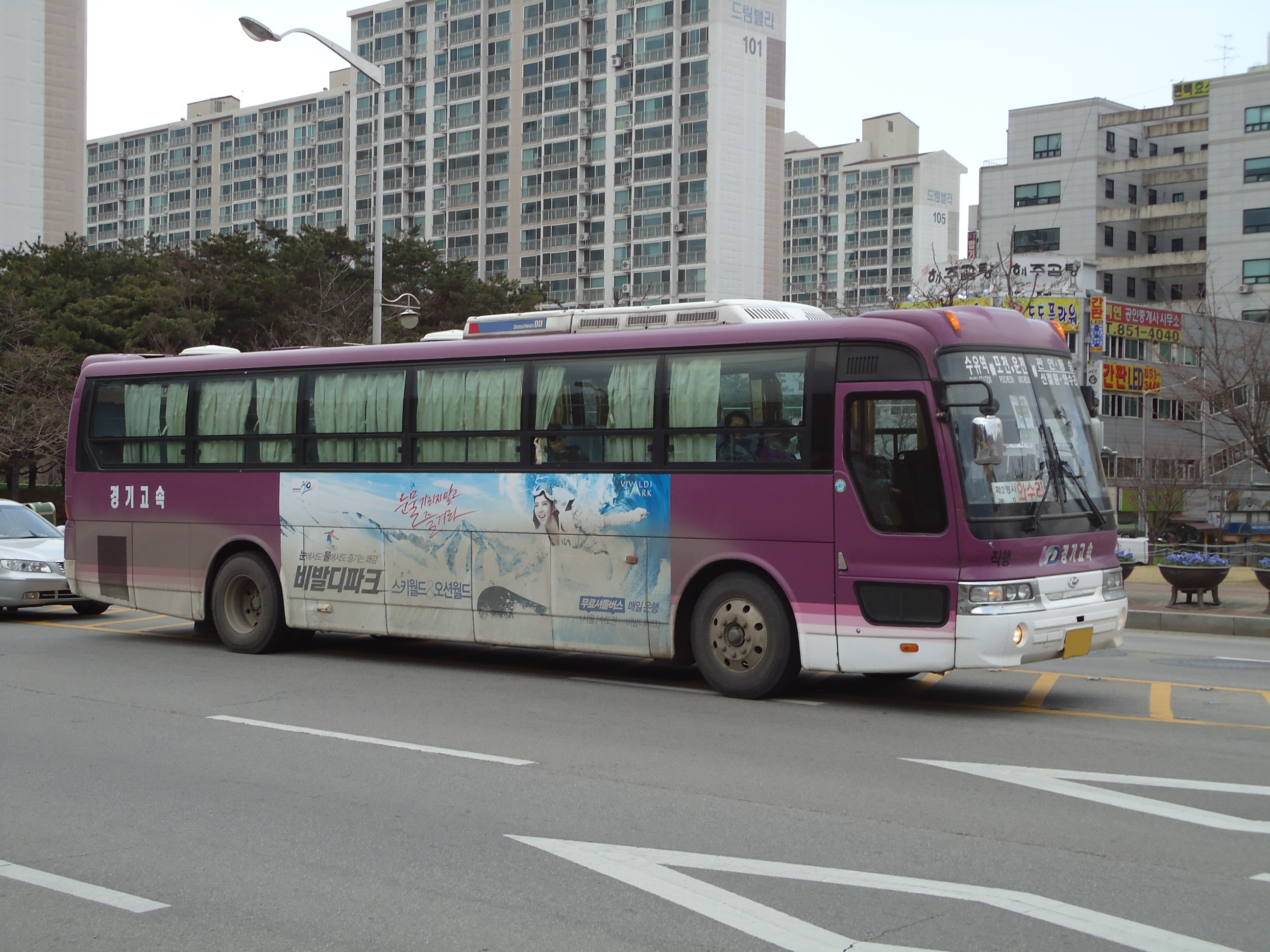
京畿高速3005番エアロスペースLS天然ガスのバス
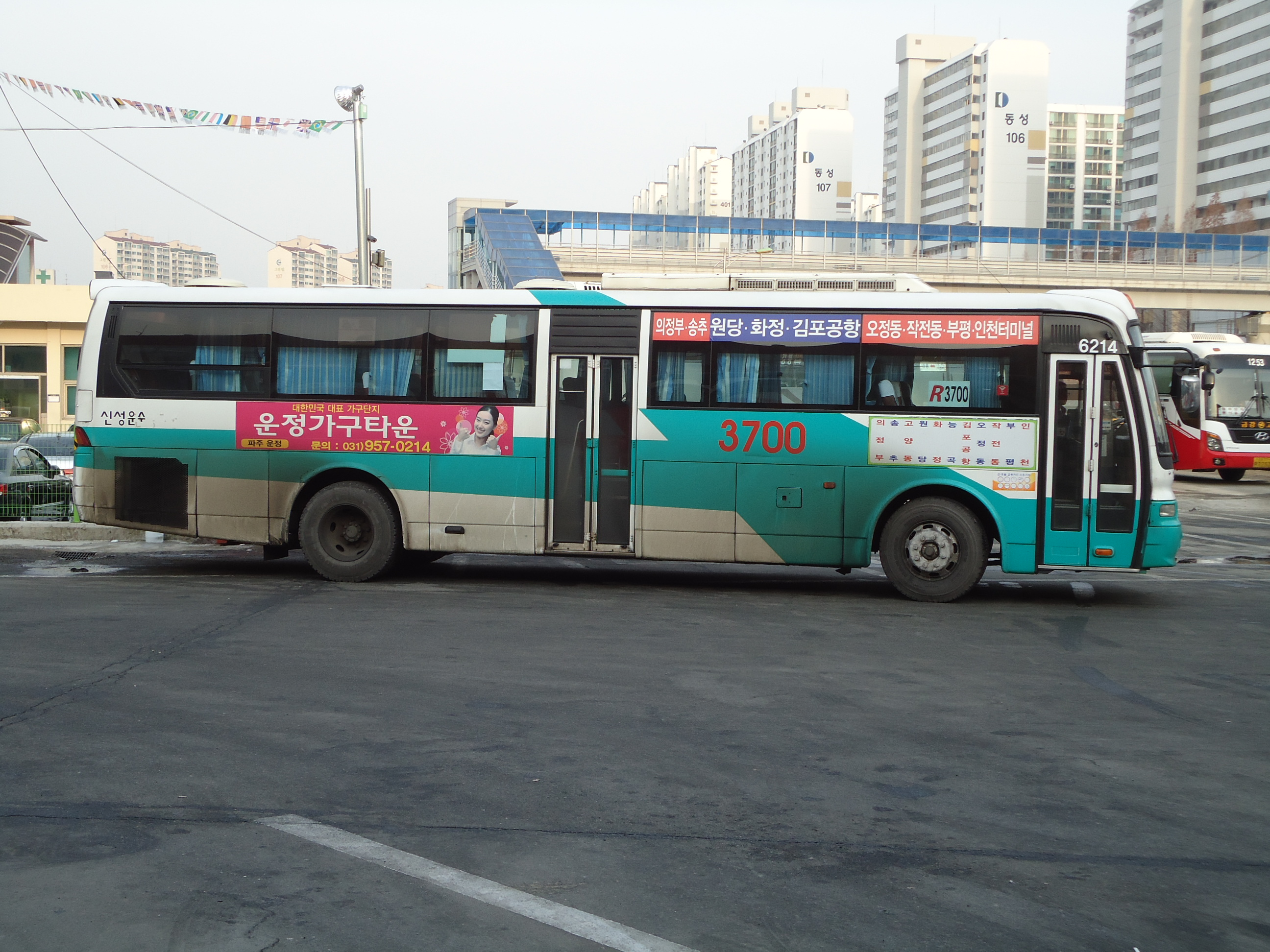
新盛交通R3700番エアロスペースLS2007年式
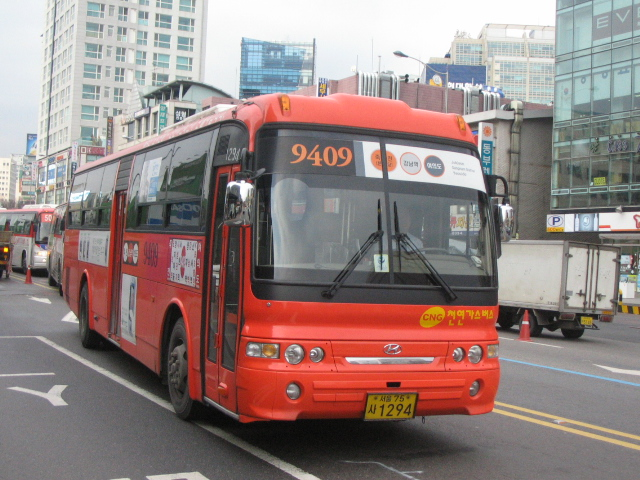
南城交通ソウル市内バス9409番（現ソウル市バス9401B番）エアロスペースLS
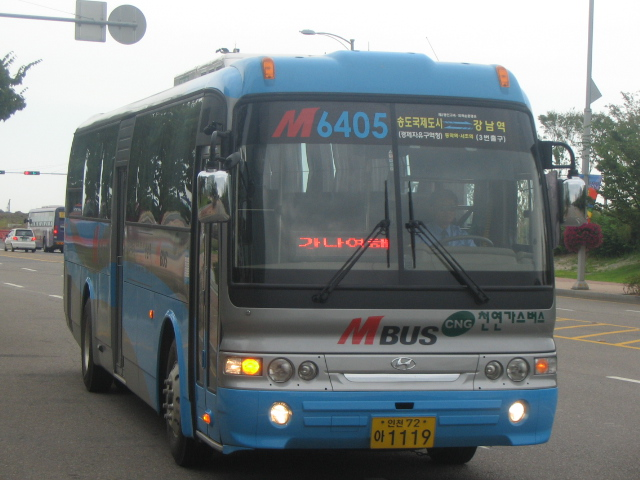
仁江旅客所属首都圏広域急行バスM6405番エアロスペースLS